# アマガミ
『アマガミ』は、2009年にエンターブレインから発売された、PlayStation 2用恋愛シミュレーションゲームソフト。2011年にはエビコレ+版が発売された。インターネットラジオ番組を皮切りに、ドラマCD化や漫画化といったメディアミックス展開が積極的に行われ、2010年と2012年の二度に渡るテレビアニメ化にも至った。2017年には、世界観や一部スタッフが共通するアニメオリジナル作品『セイレン』も放送された。

## 概要
過去にエンターブレインが発売した恋愛シミュレーションゲームソフト『トゥルー・ラブストーリー』シリーズや『キミキス』のスタッフが制作に携わった。前々作『True Love Story Summer Days, and yet...』と前作『キミキス』が夏を描いた作品であるのに対して、本作は冬が舞台となる。広告展開におけるキャッチコピーは、「雪降る夜に、届けたい想いがあります」。
従来作品と異なる特徴として、恋愛を甘く見た不届き者には天罰が下る、という要素が盛り込まれている。いずれ離ればなれになる、という清純なイメージの悲恋的展開がベースだった従来作と比較すると多分に毒を含んでおり、一部展開においては、かなり辛口にも発展する。さらに、「従来の、非の打ち所のない正統派ヒロインとは一味異なるタイプが据えられたメインヒロイン」、「序盤にいきなりフラれる」、「唐突に発生するバッドエンド」、「強制的にルート進行が遮断される爆弾イベント」、「鉢合わせによる修羅場を描いた涙イベント」、「特殊な状況で発生するテキタイ落ち」、「主人公と結ばれなかった場合のヒロイン達のその後」などの要素も追加されたことで、シナリオバリエーションや意外性が高まっている。また、従来では他のパソコン用アダルトゲームからの移植作などと一線を画し、コンシューマーゲーム機オリジナル作品の恋愛シミュレーションゲームは一般的にちょっとエッチな程度の描写に留められていたが、本作におけるヒロインとの一部エンディングではかなり際どい会話や描写も含まれている。
作中BGMにおいては、通常のものに加えた別バージョンとして、1980年代におけるNEC社製パソコン・PC-8801のFM音源によるクラシックモード搭載という試みもなされた。なお、メーカー公式サイトでは、オリジナルであるフルプライス版『アマガミ』に対してプレイ上の不具合の存在が公表されているが、後発のエビコレ+版では改善されている。

### エビコレ+ アマガミ
2011年にPlayStation 2とPlayStation Portable、2014年にはPlayStation Vitaで、『エビコレ+ アマガミ』（エビコレ+版）が発売された。エビコレ+とは、エンターブレインによる制作・著作ソフトの改良廉価版の名称で、「eb! collection plus」の略。ジグソーパズルやクリアポスターといった各種特典物が同梱された数量限定仕様版『エビコレ+ アマガミ Limited Edition』も同時発売。企業グループ内における各ゲーム事業部の編成統合化により、発売元は角川ゲームスとなった。広告展開におけるキャッチコピーは「聖夜に伝える、あなたへの想い」。
本編内容は、極一部のイベントなどを除いてオリジナル版と同一だが、プレイの利便性を向上させるための一部改良が施されている。さらに大きな特徴として、複数話にまたがる新規専用シナリオ上で麻雀が遊べるミニゲーム『アマガミ ぬくぬくまーじゃん』が追加された。これには『キミキス』編のストーリーも用意されており、フリー対戦モードでは、両作品のキャラクターを交えながらの対戦も可能となっている。

### ゲームシステム
ゲームは、従来作での移動エリア選択方式とイベントの確率発生を改め、マス目で表現された「行動マップ」から直接自分の行動を選ぶシステムを採用している。プレイヤーは「休み1」「休み2」「昼休み」「放課後」の4つの時間帯ごとに、自分の行動（起こしたい対象相手のイベント）を選んでゲームを進める。イベントの発生はこの4つの機会に留まらず、従来の「登校時」「下校時」に加えて、「休み3」「帰宅時」「就寝時」にも強制的に発生することがある。1日の行動を終えると、ヒロイン達との現在の関係を示す「好感度マップ」を確認できる点は従来作とほぼ同じだが、必須イベントを消化しないことにはその後の進展が全くなくなる。もっとも、行動マップにおける各マスは、次のイベントへの繋がりを色別表示しており、必然としてマップ自体がフローチャートに近い役割を果たしている。ランダム要素は一切排除された、手順さえ見出せば常に同じ結果が得られる仕組みで、実質的にはアドベンチャーゲーム寄りのスタイルとなっている。
また、ヒロインと一対一で会話する「会話モード」での話の進め方により、「ごほうびイベント」や「下校デート」などさまざまなイベントが発生する。ただし、従来作とは異なる点として、「会話モード」で発生したイベントは一部の例外を除いて、基本攻略とは一切無関係の要素となっている。このシステムにより、比較的容易に二股以上の恋愛関係を作り出すことができるものの、ゲームにもたらす影響は従来作よりもはるかに深刻で、場合によってはどんでん返しの結末を生むこともある。
プレイ中のセーブや各エンディングへの到達時に発生するシステムセーブにより、過去のプレイで選択した全ての履歴が記録されていく仕様となっており、ある行動を選択したことが後の周回プレイにも反映され、同じ状況においてもさらなる別の選択肢が追加されていくこともある。行動マップのマス目を全て埋めるにはさまざまな状況を作り出す必要があり、単純に全ヒロインの攻略やイベントグラフィックの回収だけに留まらないやり込み要素が豊富となっている。
攻略日数は約40日間。特定の条件（☆イベント）を満たした上で各ヒロインに割り当てられた期日に達すると一段上にランクアップし、条件を満たせなかったヒロインとは関係が希薄となっていく。この期日はゲーム期間中、二度用意されており、個々のシナリオルート分岐はこの時点で行われる。なお、最高ランク（スキルート）での攻略においても、辿った行動条件次第でBEST・GOOD・BADの、それぞれ異なるエンディングへと至る。

## あらすじ

### 共通
高校2年生の主人公・橘純一（デフォルト名。以下、「純一」と表記する）は、憧れの先輩・森島はるかを遠目に眺めつつ、彼女のいない寂しい学園生活を送っている。純一は中学3年時、クリスマスデートの約束をすっぽかされており恋愛とクリスマスに苦手意識を持っていた。
吐く息も白くなり始めた初冬のある日、はるかの卒業が迫りつつあることに気付き、2つの苦手意識を克服しようと心に決めた純一は、さまざまな女の子と出会い、行動を選んで付き合いを深めた末、クリスマスを迎えることとなる。
なお、以下の各ルートのあらすじは、原則として「デアイ→アコガレ→スキBEST」ルートのものである。

### 絢辻詞ルート
純一はある日、クラスメイトの絢辻詞が遅くまで教室に残っているのを目にする。クラス委員と創設祭の実行委員長の仕事が重なったという理由を聞いた純一は、詞の作業を手伝うことにする。だが、仕事を片付けるスピードは詞のほうが圧倒的に速かった。成績優秀で容姿端麗、人気者の詞ほど完璧な人間はほかにいないと純一は思う。翌日、お礼として詞から弁当をもらうなど、純一と詞は少しずつ親しくなっていく。だが、詞は姉の絢辻縁と確執がある様子で、何か秘密があるようだった。
そんなとき、放課後の教室で純一は詞の手帳を拾う。中身を読まれたと誤解した詞は態度を豹変させ、純一のネクタイをつかみ彼を脅迫する。純一は誤解を解こうと試みるが、制服ごしに押し当てられた詞の胸の感触のせいで集中できない。神社の裏に連れだされた純一は誤解を解くことに成功するが、絢辻が猫をかぶっていたということを知ってしまう。
詞も純一の前では自分の本性を隠すことを諦め、ふたりきりのときは裏の顔で接し純一を罵倒するようになる。それでも自分と関わり続けようとする純一に詞はしだいに惹かれはじめるが、人間不信の詞はすなおに告白することができず、「純一の日常を手に入れるかわりに、自分をあげる」という契約を純一にもちかける。純一は絢辻の「契約」に疑問をもつが受け入れ、二人は契約のキスをする。そして、詞はいままで自分の心の支えとなっていた手帳を燃やして処分してしまう。
こうして事実上、交際することとなった二人だが、創設祭の準備に遅れが発生していた。そのせいで市の決定で創設祭恒例のクリスマスツリーの設置が認められなくなりそうになる。クラスメイトの女子から非難された上、純一との仲まで馬鹿にされた詞は、ついに堪忍袋の緒が切れて、本性を現してクラスメイトを罵倒してしまう。いままで詞を完璧な優等生だと思ってきたクラスメイトたちは、詞と距離を置くようになってしまう。結局、詞の運動でクリスマスツリーの設置は認められたものの、実行委員長から詞は解任され、完全に孤立することとなる。
純一は詞のことを心配するが、詞は孤独でも平気だし、むしろその方がいいぐらいだと言う。その理由は自分を愛そうとしない周囲の人間にあるとする詞。純一はなおも詞のことを心配して「いまの絢辻さんはつらそうに見える」と言うが、それが詞にとっては自分を否定する言葉に思え、純一を平手打ちしてしまう。純一は逃げ出す詞を追いかけ、少なくとも自分が一緒にいると伝える。詞は純一の背中を借りて涙を流し、唇を奪ってほしいという。二人はキスをしたあと、詞は努力してみるといった。
創設祭の日、詞は改めて純一に告白し、二人は校舎のなかで一夜を過ごした。

### 桜井梨穂子ルート
ある日純一は幼馴染である桜井梨穂子と一緒に帰ろうと誘われる。その様子を梨穂子の親友の伊藤香苗にからかわれてしまう。唯の幼馴染だからわかってほしいと思う純一。しかし幼馴染の頼みも無下にできず、その日は一緒に帰ることとなる。
数日後、茶道部の先輩である夕月琉璃子と飛羽愛歌にこたつを茶道部室まで運ぶように頼まれる。こうして茶道部室を訪れる純一。そこでも梨穂子の様子を気にして、先輩たちにからかわれてしまう。この一件以来、純一は茶道部室に遊びに行くようになった。
こうして梨穂子と接する機会が増えてきた純一。ある日親友の梅原正吉に梨穂子の事を聞かれる。梅原によると梨穂子は男子に人気があるらしく、彼氏でもできたのではないかと思い聞いてきたのであった。純一はいつも食べてばかりいる梨穂子の人気がわからない。それに疑問を抱く梅原に対して具体的な例を挙げる純一。しかし梅原に「幼馴染ってだけじゃ、そこまで気にして見ないだろ」と言われてしまう。純一は梨穂子とどうなりたいのかということに悩み始める。
ある日梅原と香苗さんの策略により、差出人が自分のラブレターが梨穂子に渡されたことを知る。純一は悪戯の種明かしをするにせよ、待ち合わせ場所に行かなければ可哀そうだと言い、梨穂子の元へ向かう。梨穂子と会った純一は自分の気持ちに整理が付かないものの、幼馴染という関係を一歩進めてみないかという提案をする。その提案に梨穂子もキスで答え、二人の関係は一歩前進した。
その後やきもちを焼いたり、梨穂子に迫る男子から梨穂子を守ったりと今までとは違う日常を過ごす二人。そして純一は梨穂子をクリスマスデートに誘い、梨穂子もそれを快く承諾した。
クリスマスイブ、二人は街に出る。しかし人の多さからあまり楽しめずにいた。そんな時ケーキを見て無邪気に笑う梨穂子を見て、純一は家でパーティをすることを提案。それに大賛成した梨穂子とパーティ用の食べ物と飲み物を買って帰る。家に帰ると家族は出掛けており、二人だけでクリスマスパーティが行われる。その後純一の妹、美也も帰ってきて、三人で楽しいパーティが行われた。夜も遅くなってきたところで、帰る梨穂子を送る純一。その帰り道サンタの思い出話をする梨穂子。その中で長年の想いを純一に伝えようとする。ようやく自分の気持ちに気づいた純一は梨穂子の言葉を遮り、自分から梨穂子に告白する。梨穂子も純一が好きだと答え、二人はキスをする。こうして梨穂子の長年の想いは聖なる夜に実ったのであった。

### 棚町薫ルート
昔からの悪友である棚町薫に校舎裏へ来るように言われた純一は、薫の親友の田中恵子の恋愛相談を受けることになった。好きな男子生徒に告白した結果、返事を先延ばしにされた挙句にキスを迫られたことを聞いた純一は、手紙を出してみれば気持ちが伝わるかもしれないとアドバイスをする。恋愛相談を終えた帰り道に、純一から「校舎裏で薫に告白されると思った」と言われた薫は、それ以来彼のことを意識するようになっていった。
翌日、純一は教室に入った途端、男子生徒の胸倉を掴み怒鳴っている薫の姿を目の当たりにする。屋上で薫に事情を聞いたところ、恵子が男子生徒に手紙を渡した途端、それを仲間と回し読みして笑っていたのだという。純一から「事情を知っていたら止めなかった」と言われ機嫌を直した薫は、いつも通り彼をからかうためにキスを迫るが、純一が抵抗したため互いの唇が当たってしまい、赤面してその場から去っていった。
その後純一は、キスされた仕返しをして男らしさを見せるために、薫を図書室に呼び出し、薫のへそにキスをする。調子に乗ってそのままへそを舐めた純一に薫は蹴りを入れたが、嫌な顔をせずに談笑し、教室に戻っていった。
ある日、母親が知らない男性と二人でいるところを目撃した薫は、その事で母親と大喧嘩し、家を飛び出してしまう。そのまま薫が無断欠席をしていること知った純一は、学校をサボり彼女を探し始める。バイト先のファミレスで薫を見つけた純一は、彼女の口から、自分を一人で育てている母親の負担にならないようにするため、家事やバイトを頑張っていたことと、見かけた男性と母親が再婚することを知ったため、どうすればいいかわからなくなったことを聞いた。それでも泣いてはいけない、自分は強くなければいけないと思っている薫に対し、純一は「悩むのはいいけど自分を追い詰めちゃだめだよ。泣く事は弱さじゃない。」と言い、薫の力になりたいという気持ちを伝える。
後日、純一は意を決して薫をデートに誘おうとするが、逆に薫からデートに誘われる。そしてクリスマスイブに2人はボートタワーに行き、互いに告白し合い、キスをした。
帰りのバスがなくなった薫を家に泊めた次の日、2人は互いの関係を再確認し談笑しながら自転車で薫の家に向かった。

### 中多紗江ルート
ある日、純一は保健室で女子生徒が背後から胸を揉みしだかれている様子を目にする。女子生徒は頬を真っ赤にして、苦しそうに喘ぎ声をあげていた。驚く純一だが、犯人は妹の美也で、巨乳を弄ばれていたのは、美也の同級生の中多紗江だった。そのことをきっかけに紗江と親しくなる純一。
紗江は転校生で、転校の理由は前の学校で乳房をいじられたり、キスを強要されたりしていたことだった。紗江のトラウマを解決し、二人は付き合うことになる。クリスマスのデートもうまくいき、映画館の貸し切り個室で紗江を押し倒し、二人はキスをする。
数年後、紗江は純一の子を身籠っていた。

### 七咲逢ルート
校内で見かけた黒猫を追いかけ、校舎裏にたどりついた純一。近くの非常階段を見上げると、制服姿の少女の黒い下着をうっかり覗いてしまう。ショートカットの小柄な少女は、七咲逢という名前だった。純一は、七咲から覗き魔と呼ばれてしまう。
その後も純一は七咲とたびたび遭遇し、彼女からは冷たい生意気な態度をとられる。だが、純一の妹の美也を通じて、二人は親しくなる。いつものように校舎裏で話していたある日、七咲はまた自分の下着が見たいかと純一に尋ねる。慌てる純一に、七咲は挑発的な笑みを浮かべて制服のスカートを捲り上げた。純一は黒い下着を目にしたかと思い顔を赤くするが、それは実は競泳用の水着だった。七咲は水泳部員で、制服の下に水着を着込んでいたのだという。
水着姿の水泳部長、塚原響から、純一は七咲の噂を聞く。七咲は水泳部の期待の新人だった。しかし、七咲は勉強が大の苦手で、純一は七咲に勉強を教えることになる。七咲が幼い弟との関係に悩んでいることも知り、アドバイスするようにもなる。そんなとき、二人は同じ小学校出身だということがわかり、校庭の大型遊具がタコとイカのどちらだったかを確かめるため、二人は夜の小学校に忍び込む。ところが、突如として現れた野犬が七咲に迫る。純一は七咲をかばって野犬を撃退するが、怯え震える七咲は純一に抱きつく。純一は七咲の小さな身体を強く抱きしめた。
七咲は、夢にまで純一が出てくるようになり、彼のことしか考えられなくなっていく。同時に塚原部長や先輩の森島はるかたちとも親しくする純一を見ると、嫉妬で心が激しくかき乱されるようになる。だが、そのことは部活にとってはマイナスだった。七咲は成果を挙げられなくなり、大会の選手から外されてしまった。 純一と塚原は、七咲のことを心配するが、七咲は大丈夫だと答える。しかし、その放課後、七咲は屋内プールで涙ぐんでいた。七咲が無理をしていたことを純一は悟る。泣いている姿を見られたくなかった七咲は水中に逃げ出すが、純一は制服姿で彼女に追いつき、小さな身体を抱きしめ慰めた。落ち着いた七咲は、純一に唇を押し付ける。
クリスマスイブになった。七咲は何も説明しないまま純一を山奥へと連れ込む。その先にあったのは秘湯だった。誰もいない湯に七咲と2人きりで入ることになる純一。しかも、二人とも裸の上にタオルだけを身につけた状態だった。やがて七咲は純一に不安そうに告白する。純一も七咲を好きだと答えると、七咲は嬉しさのあまり純一に抱きついてしまい、同時にバスタオルもはだけ、落ちてしまった。頬を真っ赤にしつつも、裸のまま純一を押し倒した七咲は、彼とキスをする。
その後、ある部屋に移動した二人が窓をあけると、窓の外には綺麗な花火が打ち上げられていた。

### 森島はるかルート
純一は、憧れの先輩、森島はるかに急に屋上に呼び出される。戸惑いつつも喜ぶ純一だったが、はるかは開口一番に「君とは付き合えないの」と言う。告白していないはずなのに振られた理由は、人違いだった。はるかの友人である塚原響に謝罪され、そのことをきっかけにはるかと響と知り合いになることができた。
「子猫みたいな」妹の橘美也が、はるかのお気に入りとなることで、純一ははるかと少し親しくなるが、逆に美也ははるかのことを嫌う。その理由は兄と親しくしていることと、はるかが巨乳であることに対する嫉妬だった。美也とはるかのあいだにはトラブルがあったものの、純一とはるかは順調に親しくなっていく。
だが、ある日、はるかから「わたしのことが好きなの?」と聞かれ、純一は告白せざるをえなくなる。はるかに振られて呆然とする純一だが、以後も自分に親しく接するはるかを見て、今後もアタックを繰り返すことを決意する。はるかが水泳部の女子たちを覗き見しに行くのに付き合ったり一緒に行動していくうちにさらに親しくなる二人。そして純一は夕暮れの学校で再び告白する。答えは保留だったが、はるかはくすっと笑って純一の額にキスをする。翌日、純一は、はるかを廃屋のなかに連れ込み、はるかの膝裏にキスをする。下半身に触れようとする純一を止めるはるかだったが、まんざらでもない様子だった。はるかは、他の生徒の目の前で、純一に背後から抱きつき、胸を押し当てるなど、大胆に行動する。
クリスマスの日、純一とはるかは室内プールへとデートに行く。大胆なビキニ水着姿で自分に抱きついてくるはるかに目を白黒させる純一。やがてはるかは、家族が予約したが使わないことになったというホテルの一室に純一を連れて行く。はるかは入浴するが、やがてバスタオル一枚の半裸姿で純一の前に現れる。二人は部屋のガラス窓の前で熱い口づけを交わし、正式に交際することとなった。

### 上崎裡沙ルート（隠しルート）
クリスマスが目前に迫ったある日。純一と梅原正吉は帰り道、「今年のクリスマスこそ彼女を作って楽しく過ごす」と誓ったあの日の事を思い返す。純一は自身の初心を思い出すため2年前にクリスマスデートの約束をすっぽかされた場所である丘の上公園を訪れる。そこで偶然にも2年前に純一とのクリスマスデートの約束をすっぽかした人物である蒔原美佳と再会。彼女は輝日南高校に通っているのだという。2年前の事を意識せず明るく話す様子の蒔原に違和感を覚える純一。すると、蒔原からふと「なんであの日、来なかったの？」と尋ねられる。純一は驚き、自分はクリスマスデートの待ち合わせ場所であるこの公園でずっと待っていたと蒔原に説明。一方の蒔原は「純一からの伝言」として待ち合わせ場所の変更を伝えられ、別の待ち合わせ場所で待っていたと語る。
クリスマスイブ前日。純一は自身の机の中に「例の教室で待っています」という手紙が入っていることに気付く。お宝本を秘蔵している例の教室に向かってみると上崎裡沙という同級生の女子生徒が待っており、純一は裡沙から熱烈な告白を受ける。純一はこれを承諾するが、裡沙は2人が付き合っているということは内緒にしてほしいとお願いし、明日のクリスマスイブにこの教室で会いたいと話す。そして、遅くなってしまったが誕生日プレゼントとしてペアのペンダントを渡される。それは2年前のクリスマスデートに純一がプレゼントとして用意し、捨ててしまったものと同じ形のものだった。
クリスマスイブ、例の教室で会う2人。創設祭を見て回ることを提案する純一だったが、裡沙は自身にそんな資格はないと言いその理由を語る。
純一は覚えていなかったが裡沙とは小学3年の頃同じクラスであり、裡沙が苦手な給食の牛乳が飲めず困っていたところを純一が代わりに飲んで助けていた。これが裡沙の初恋となり、密かに純一の事を想い続けていた。そして2年前の中学3年時、純一とのクリスマスデートを約束した蒔原が待ち合わせ場所で純一を振り、さらに蒔原の女友達らがそれを見物し笑いものにするつもりでいることを裡沙は知る。そこで裡沙は蒔原に「純一からの伝言」として嘘の待ち合わせ場所を伝えることで純一が笑いものになることを回避。だが純一はこの一件で酷く傷ついてしまい、裡沙は「自分には純一に告白する資格がない」と考える。それ以降、裡沙は純一が傷つかぬようにと純一に対して気がありそうな女の子に対し「純一には既に付き合っている子がいる」との嘘の情報を伝え、身を引くよう仕向けるようになった。約1ヶ月前に「今年のクリスマスこそ彼女を作って楽しく過ごす」と誓い、過去を乗り越えようとする純一の姿を見たことをきっかけに裡沙は告白を考え、成就。しかし、これまで他の子と純一の仲を妨害してきたが故に純一の彼女として堂々と側にいることができなくなってしまったのだ。
今になって、馬鹿な事をしてしまったと後悔する裡沙。純一は裡沙の事を許し、嘘をついてしまった女の子の元へ2人で一緒に謝りに行くことを提案。しかし裡沙はこの提案を断り、自分自身が1人でやるべきことと語る。帰ってきたら一緒に創設祭を回る事を約束し、純一は謝りに向かう裡沙を見送る。
数年後、2人は大学内でもラブラブで有名なカップルとして知られていた。

### 橘美也ルート（隠しルート）
クリスマスイブになったが純一には特に予定がなかった。自室の押し入れで1人ふさぎ込んでいると部屋の中に子猫がいることに気付く。そこへ美也が現れ、河原にいた迷い猫を拾ってきたのだという。純一は家では飼えないと美也を諭し、2人で元居た所へと返しに向かう。そして母猫を見つけ、子猫が母猫の元へと帰っていく。その際子猫が母猫を噛む姿に驚く美也だったが、純一はその行動が「あまがみ」という愛情表現なのだと教える。
帰り道、美也から「もし自分が迷子になったら探してくれるか」と問われ「探すに決まってる」と答える純一。そして美也は純一の背後から首元にあまがみするのだった。

## 登場人物
私立輝日東（きびと）高校とその周辺地域を舞台に、以下のキャラクター達が登場する。
声優はゲーム版・ドラマCD版・テレビアニメ版共通。ゲーム版は主人公の声なし。

### メインキャラクター
橘 純一（たちばな じゅんいち）
声：前野智昭、斎藤桃子（アニメ版・幼稚園および小学生時代）
クラス：2年A組 / 部活：なし / 星座：射手座
家族：父・母・妹 / 通学手段：徒歩
主人公。年上好みで、高いところが苦手。一人称は「僕」。
2年前、告白した女の子からクリスマスデートの約束をすっぽかされて失恋したという苦い経験があり、それ以来恋愛やクリスマスに対して苦手意識を持っている。高校2年生も終盤に近付いてきた初冬、今年こそはクリスマスを女の子と過ごそうと一念発起する。運動神経は普通で文系科目は中の下程度、理系科目は詞に次ぐ上位である。
自宅の押入に蛍光ペンで書き入れた自前のプラネタリウムを持っており、ひどく落ち込んだときにはそこへ引きこもる癖がある。人目に付かない校内の未使用室を隠れ家として「お宝本」を秘蔵している。また、ゲームや漫画好きで、放課後はしばしばゲームセンターを訪れ、妹が持つ少女漫画も愛読している。
妹の美也に対しては、色々と手を焼きつつも結局甘やかすことが多い。
本人は自覚していない模様だが、外見もそこそこイケメンであるため異性からもモテる。
温厚な性格かつ紳士的ではあるが、特殊な性癖と大胆不敵な行動力からゲーム内では「ポルノ野郎」「セクハラ魔人」などと呼ばれることもある。
絢辻 詞（あやつじ つかさ）
声：名塚佳織
「天下無敵の仮面優等生」
クラス：2年A組 / 部活：なし / 血液型：AB型 / 年齢：17歳 / 誕生日：10月8日 / 星座：天秤座
好きな事：勉強・テスト・読書・貯金・自分を高める行為・自分のプラン
苦手な事：昆虫や爬虫類・意地っ張りな自分・鏡・家族（特に姉）・自分の品位を下げる行為・自分のプランを邪魔する者
家族：父・母・姉 / 通学手段：徒歩 / 主人公の呼び方：あなた
クラス委員と創設祭実行委員を掛け持ちする、絵に描いたような優等生。文武両道で、クラスメイトのみならず教師からも一目置かれる存在。面倒見もよく、彼女の周りにはいつも人の輪ができている。静かな場所を好み、放課後は図書室によくいる模様。
ところが学校から離れると神社や河原で一人過ごしたり、姉について拒絶反応を示すなどのワケありな行動もある。普段は猫をかぶっており、周囲に強い不満をもっている。同時に誰も自分のことを理解してくれないことに苦しんでもいる。
ゲーム内では、一人称が「私」「あたし」「わたし」と、最終的に3つの形で表現される。この使い分けには意味があり、彼女を理解する鍵となっている。
広告展開におけるキャッチフレーズは、「私を見つけて」。
公式サイトでの人気投票では第5位を獲得。
絢辻 つかさ
声：名塚佳織
「天下無敵の仮面小学生」
あるイベントにて見られる、詞の小学生姿。主人公名以外、セリフが全てひらがなで表示される。
『ぬくぬくまーじゃん』フリー対戦モードでは、詞の別コスチューム扱いとして選択することができるようになる。
桜井 梨穂子（さくらい りほこ）
声：新谷良子
「ぽっちゃり幼馴染」
クラス：2年B組 / 部活：茶道部 / 血液型：A型 / 年齢：17歳 / 誕生日：4月12日 / 星座：牡羊座
好きなこと：人の笑顔・甘い物・世間話・歌を歌うこと・ラジオを聞くこと
苦手なこと：数学・運動・悪口・怒ること
家族：父・母 / 通学手段：徒歩 / 主人公の呼び方：あなた（文章上では下の名前が表示）
主人公の幼稚園時代からの幼馴染み。
自作の鼻歌を歌ったりして、いつもぼーっとしているのんびり屋。文系・理系共に梅原と最下位争いをするほど成績は悪く、運動神経も全ヒロイン中一番悪い。かなりのドジっ子でもあるが、どんな時も笑顔を絶やさず、男子に人気がある。
少々ぽっちゃり気味でスタイルを気にしているが、甘い物・新作スイーツ・クリーム系の食べ物に目がない。最近、そのことが高じてお菓子作りに目覚めたようで、腕前もプロ級だと言われている。
広告展開におけるキャッチフレーズは、「ず〜っと 見てるからね」。
公式サイトでの人気投票では第3位を獲得。
棚町 薫（たなまち かおる）
声：佐藤利奈
「気ままでさばさばした悪友」
クラス：2年A組 / 部活：なし / 血液型：B型 / 年齢：17歳 / 誕生日：8月1日 / 星座：獅子座
好きなこと：明るい雰囲気・恋愛の話・悪ノリ・甘い物・炭酸飲料・掃除洗濯・新発売や季節限定など目新しいもの
苦手なこと：暗い雰囲気・退屈・ノリの悪い人・カエル・中学時代のあだ名・試験やテストなど試されること・あやふやな物言い・勉強
家族：母 / 通学手段：徒歩 / バイト先：駅前のファミレス / 主人公の呼び方：あんた（文章上では下の名前が表示）
主人公とは中学校からの腐れ縁で、ツッコミ役。サバサバした男勝りな性格で、誰にでも分け隔てなく接するので友人が多い。詞とは、クラスの男子達の間で人気を二分している。
流行、おしゃべり、イベントが大好きで、何にでも首を突っ込むトラブルメーカー。そのため中学時代は「輝日東の核弾頭」というあだ名が付けられた。運動神経は全ヒロイン中逢に続けて良く、理系科目もそれなりである。しかし文系科目は梨穂子とびり争いをしている。
幼少時に父を亡くして以来、母子家庭で育つ。今時の女子高生に見えるが、放課後はバイトに明け暮れており、家計の足しにしているほどしっかりしている。
オシャレで非凡なセンスの持ち主であり、特に絵画に関しては、教師達からも一目置かれている。
主人公とは悪友という関係だが、もともと耳を甘噛みするなどスキンシップが多かった。友人から恋人へと関係が変化していくとともに、図書室で制服をまくってへそにキスさせるなど大胆に行動するようになる。
広告展開におけるキャッチフレーズは、「なんでもお見通しよ」。
公式サイトでの人気投票では第4位を獲得。
中多 紗江（なかた さえ）
声：今野宏美
「ふかふかボディーの純情少女」
クラス：1年B組 / 部活：なし / 血液型：A型 / 年齢：15歳 / 誕生日：2月14日 / 星座：水瓶座 / 身長：148cm
好きなこと：誠実で頼れる人物・牛乳・甘い物・穏やかな空間と時間・手紙・美也
苦手なこと：地震・香水・辛い物・人を傷つける嘘
家族：父・母・祖母 / 通学手段：電車 / 主人公の呼び方：先輩
最近転校してきた1年生で、美也や逢のクラスメイト。出版社社長の令嬢として厳格な家に育ち、今時の女子高生にしては珍しく素直で礼儀正しい。反面、世間知らずなところがあり、極度の人見知り。男性の前では完全に委縮してしまい、何も言えなくなってしまう。読書家ではあるが、家庭学習は試験勉強と宿題程度であり文系はそこそこ優秀だが理系は中程度。運動神経も梨穂子についで悪い。
1年生とは思えない魅力的なむっちりとしたマシュマロのような巨乳を持ち、男子のみならず女子からも熱い視線を注がれている。しかし、本人はそのことに全く気付いていない。
広告展開におけるキャッチフレーズは、「そんなに 見ないで下さい」。
公式サイトでの人気投票では第7位を獲得。
七咲 逢（ななさき あい）
声：ゆかな
「面倒見のよいクールな後輩」
クラス：1年B組 / 部活：水泳部 / 血液型：O型 / 年齢：15歳 / 誕生日：2月21日 / 星座：魚座
好きなこと：海・部活・夜（静かだから）・弟
苦手なこと：うるさい場所や人・病院・数学
家族：父・母・弟 / 通学手段：徒歩 / 主人公の呼び方：先輩
美也や紗江のクラスメイト。普段はポーカーフェイスで口数も少なく、クールな態度を取る。実際は温和で、人情深く面倒見がいい。
共働きの両親を手伝って夕食を作ったり、年の離れた弟の面倒を見たりと家庭的な一面も見せている。料理上手。家はあまり裕福でないが地主の親戚がいる。
運動神経抜群で、水泳部では大型ルーキーとして期待されている。だが決してそれに驕ることはなく、人知れず放課後に練習したり河原で走り込んだりと、かなりの努力家。その反面、頭の回転は早いものの勉強は不得意で、歩くのはあまり速くない。
初対面のときに主人公に下着を見せると言いながら制服のスカートをまくるなどしてからかった。一方、主人公にいきなり制服のスカートのポケットに手を突っ込まれたり、廃屋に連れ込まれてキスをされたりしているが、彼としだいに親しくなっていく。
広告展開におけるキャッチフレーズは、「ふふっ みんな見てますよ」。
公式サイトでの人気投票では第1位を獲得。
森島 はるか（もりしま はるか）
声：伊藤静
「男殺しの天然女王」
クラス：3年A組 / 部活：なし / 血液型：O型 / 年齢：18歳 / 誕生日：9月22日 / 星座：乙女座
好きなこと：動物・植物・かわいいものや人・誰かの面倒を見ること
苦手なこと：暗いところ・雷・機械の扱い・香草系の香りの強いもの・ホラーやスプラッタ全般
家族：父・母・兄・弟（2人） / 通学手段：電車 / 主人公の呼び方：キミ
魅惑の笑顔と長身のパーフェクトボディで、学校中の男子の視線を釘付けにする3年生。創設祭のミスサンタコンテストで2年連続優勝を果たしている。主人公や梅原にとっても憧れの存在であり、高嶺の花と思われている。
本人はその美貌が周囲へ与える影響に自覚がなく、大好きな動物や年の離れた弟達とじゃれる感覚で周囲と接してしまうため、ますます悩殺されてしまう男子生徒が後を絶たないという。彼女の巻き起こす騒動は、親友の塚原が上手にフォローしているおかげで抜き差しならぬ事態に陥ることはない。好奇心旺盛な反面飽きっぽく、過去様々な部活に入部するものの全て短期間で辞めている。
繰り返し自分にアタックしてくる主人公のことを気に入り、廃屋で主人公と二人きりとなり膝裏にキスをさせたり、いきなり背後から抱きつくなど、親しくなっていく。
本人はしっかり者のつもりだが、極度の天然ボケで抜けているところが多い。料理は苦手の模様。理系が苦手で受験勉強にも真剣に打ち込んでいない。運動神経もあまりよくない。しかし前述の家系の為、英語のみ得意である。
母方の祖父がイギリス人にあたるクォーターであり、本名は“森島・ラブリー・はるか”であると語っている。
広告展開におけるキャッチフレーズは、「ダ〜メ ちゃんとこっちを見て」。
公式サイトでの人気投票では第2位を獲得。
上崎 裡沙（かみざき りさ）
声：門脇舞以
「スニーキングヒロイン」
クラス：2年C組（アニメ版：B組） / 部活：なし / 血液型：O型 / 年齢：17歳 / 誕生日：6月23日 / 星座：蟹座 / バストサイズ：70
好きなこと：主人公・人の噂・占い
苦手なこと：主人公にちょっかいを出す女性・自分の思い通りにならないもの・動物・牛乳・ゴーヤ
家族：祖父・祖母・父・母・妹 / 通学手段：徒歩 / 主人公の呼び方：あなた、にぃに
どことなく影の薄い謎の女の子。あるきっかけにより、長期に渡って密かに主人公を想い続けている。ゆえに、どのような状況も自分に都合良く解釈しようとする傾向を持つ。普段は影からおとなしく見つめるだけだが、こうと決めたら非常に大胆かつ積極的な行動を取る。ただし、度胸という部分では至って平凡な女の子であり、言い争いなどに発展した場合も狡猾に立ち回れるというわけではない。 実は主人公の過去に関わりのある人物で、美也とも知り合い。
隠れキャラクターに当たる扱いであり、攻略過程において、中学時代のクリスマスにおける事件の真相が明かされ、後述の美也ルートへも繋がるシナリオ上の位置付けにある。
システム上の扱いもメインヒロイン6人とは大幅に異なり、6人分のエンディングを終えた段階で出現条件が開放、以後の周回では、序盤の選択肢によって任意で出現させることが可能となる。個別攻略ルートとランクアップ要素は存在せず、ゲーム最終日までは、特定条件ごとにイベントが自動発生する形式で進行する。
出現状態下において、攻略終盤、6人のいずれかにクリスマスフラグ（裡沙エンディング必須条件でもある、メインヒロインのスキエンディングフラグ）を、個別に設定された特定期日に立てると、該当ヒロインの存在に危機感を覚えた裡沙が引き起こす「テキタイ落ちイベント」がその後日に連動発生する。この強制イベントにより、該当ヒロインが自動的に「スキ → テキタイ」へと変化してしまい、裡沙の言動に左右されない絢辻詞以外の5人は攻略不能に陥る。

### サブキャラクター
橘 美也（たちばな みや）
声：阿澄佳奈
「きまぐれ我侭甘えん坊」
クラス：1年B組 / 部活：なし / 血液型：O型 / 年齢：16歳 / 誕生日：6月22日 / 星座：蟹座 / バストサイズ：70
好きなこと：テレビ・漫画・自分の気分がいいときの兄
苦手なこと：勉強・ホラー・自分の気分が悪いときの兄
家族：父・母・兄 / 通学手段：徒歩 / 主人公の呼び方：にぃに、お兄ちゃん
同じ高校に通う、主人公の妹。紗江や逢のクラスメイトで、主人公同様に梨穂子とは幼馴染み。「にっしっし〜」と笑う癖がある。
主人公に対し、二人きりのときは「にぃに」と呼ぶが、人前では「お兄ちゃん」と、ちょっぴり距離を置きたがる。自分のことは「みゃー」と呼んでおり、性格は猫そのもの。人見知りしないゆえ誰とでも仲良くなれるが、独占欲も強く、兄が女の子と仲良くしていると、嫉妬してふてくされてしまう。理系科目・文系科目ともにそこそこ上位で運動神経もいい。
子供っぽい言動で兄を困らせることも多いが、根は優しく素直で、内心では兄のことを人一倍気に掛けている。本人は認めていないがかなりのブラコンで主人公を魅了するはるかに敵愾心を抱くこともあった（後に和解）。
幼児体型を気にしており、紗江のふかふかボディに憧れている。料理が致命的に下手。大好きな父親といまだに一緒に風呂に入っている。
前シリーズ『トゥルーラブストーリー』および、前作『キミキス』から継承された妹キャラであり、“お約束のイベント”も用意されているが、ヒロイン攻略の助言役としての側面は弱まっている。
一定の条件を満たした上でゲームを進めると、美也専用のイベント群を発生させる分岐選択肢が出現する。裡沙同様、個別の攻略ルートカテゴリーとランクアップ要素は存在せず、特定日の夜にのみ、固定イベントが毎時挿入される形式で進行する。エピローグを除き、他のヒロイン達との進行と干渉し合うことはない。
広告展開におけるキャッチフレーズは、「にぃにのお星様見せて!」。
高橋 麻耶（たかはし まや）
声：早水リサ
「色気十分の担当教諭」
クラス：2年A組担任（日本史担当） / 血液型：O型 / 年齢：29歳 / 誕生日：10月24日 / 星座：蠍座
好きなこと：ヨガ・ジョギング・生徒との交流・お酒
苦手なこと：同僚のオッサンギャグ・ギャンブル
家族：父・母・妹 / 通勤手段：車
厳しくも優しい、主人公のクラスの担任教師。ヨガとジョギングで鍛えた健康美の持ち主で、男子生徒にも人気がある。しっかり者だが、うっかりミスしてしまうことも。
未だに独身で恋人はおらず、素敵な恋を待ち続けて早5年となる。同校の卒業生で、初代ミスサンタ。実は酒乱の気がある。
ゲームの進め方次第では彼女にアタックできることもあるが、散々な結末しか待っていない。
梅原 正吉（うめはら まさよし）
声：寺島拓篤
「粋な親友」。
クラス：2年A組 / 部活：剣道部（幽霊部員気味） / 血液型：O型 / 年齢：17歳 / 誕生日：7月7日 / 星座：蟹座
好きなこと：運動・和菓子などの和風物全般・剣道部の先輩
苦手なこと：勉強・ナイフとフォークの扱い
家族：祖父・父・母・兄・弟 / 通学手段：徒歩
主人公の小学校時代からの悪友。主人公を「大将」と呼ぶ。互いに「お宝本」を貸し借りし合う仲で、過去の手痛い失恋から立ち直れていない主人公を叱咤激励している。明るく面倒見がいいので友人が多く、かなりの事情通。よく女の子について色々な情報を教えてくれる。運動神経は良いが勉強は苦手。他人の気持ちには敏感であり、梨穂子の主人公の思慕の念や絢辻の本性を見抜いている。
剣道部に所属しているが、憧れの先輩が受験準備で顔を見せなくなってきたため、主人公曰く、幽霊部員気味とのこと。実家は「東（あずま）寿司」という寿司屋を経営している。
伊藤 香苗（いとう かなえ）
声：松岡由貴
「梨穂子の恋の見届け人」
クラス：2年B組 / 部活：なし / 血液型：B型 / 年齢：17歳 / 誕生日：5月15日 / 星座：牡牛座
好きなこと：ミルク多めのコーヒー・和食・お寿司（さび抜き）・梨穂子と主人公をからかうこと
苦手なこと：虫・きゅうり・スイカ・わさび・雨の日
家族：祖父・父・母・兄・弟 / 通学手段：徒歩
梨穂子の親友。梨穂子のボケにツッコミを入れたり恋の行方をからかいながらも、温かく見守っている。梨穂子を訪ねに行くと必ず取り次いでくれる。
趣味はコンピュータで、周りからはマニア扱いされている。作中登場の女子生徒としては唯一、制服にタイリボンではなくネクタイを着用。
前々作『True Love Story Summer Days, and yet...』登場ヒロイン「神谷 菜由（かみや なゆ）」が元となっており、担当声優も同一。
田中 恵子（たなか けいこ）
声：門脇舞以
「柔和で大人しい棚町薫の親友」
クラス：2年A組 / 部活：なし / 血液型：O型 / 年齢：17歳 / 誕生日：6月13日 / 星座：双子座
好きなこと：棚町薫・生クリームを使ったお菓子・少女マンガ
苦手なこと：運動・車（すぐに酔う）・電車のラッシュ
家族：父・母・兄（2人） / 通学手段：徒歩
控え目で優柔不断な、主人公のクラスメイト。薫とは、1年の時に同じクラスになって以来の大親友。いつも強引な薫に振り回されているように見えるが、本人は薫の行動力を頼もしく感じている。最近は恋の悩みを抱えている様子。薫ルートの選択肢によっては、主人公が彼女に告白することがある。
前々作『True Love Story Summer Days, and yet...』登場の隠しヒロインが元となっており、担当声優も同一。
塚原 響（つかはら ひびき）
声：浅川悠
「はるかの親友・理解者・そして保護者」
クラス：3年A組 / 部活：水泳部 / 血液型：O型 / 年齢：18歳 / 誕生日：11月1日 / 星座：蠍座
好きなこと：はるかをからかうこと・水泳部の後輩達・ウィンドウショッピング
苦手なこと：はるかにからかわれること・料理
家族：祖父・父・母 / 通学手段：電車
はるかの親友で、彼女の良き理解者。はるかの世話を始めとし、彼女に振られた男子のフォローまで、ソツなくこなす。
文武両道で水泳部の部長を務めており、後輩達からは慕われている。反面、笑顔に乏しく、強面と見られることに悩んでいる。
飛羽 愛歌（ひば まなか）
声：原田ひとみ
「怪しい茶道部3年生」
クラス：3年A組 / 部活：茶道部 / 血液型：B型 / 年齢：18歳 / 誕生日：7月13日 / 星座：蟹座
好きなこと：琉璃子・梨穂子・小動物
苦手なこと：不明
家族：父・母 / 通学手段：徒歩
茶道部副部長。独特の口調と間で、不思議な存在感が漂っている。
言葉が極端に少なく何を考えているのか分かりにくい上、常に長袖を着ていて肌を露出しないなど、外見上でも謎が多い。プール利用時も水着ではなく、ウェットスーツを着用する。将棋がかなりうまいらしい。犬からは常に吠えられてしまう。
『キミキス』登場の「飛羽 愛美（ひば まなみ）」と酷似しており、担当声優も同一。
夕月 琉璃子（ゆづき るりこ）
声：佐藤泉美
「危険な茶道部3年生」
クラス：3年A組 / 部活：茶道部 / 血液型：O型 / 年齢：17歳 / 誕生日：1月27日 / 星座：水瓶座
好きなこと：愛歌・梨穂子・派手なもの・粋がいいもの
苦手なこと：ちゃらちゃらしたヤツ
家族：父・母 / 通学手段：徒歩
茶道部部長。梨穂子をとてもかわいがっている。男勝りで乱暴な言動が多く、かなり強引なところもあるが、面倒見も良く、人情に厚い。
愛歌とコンビを組み、気に入った生徒を片っ端から部へ勧誘している。
『キミキス』登場の「夕月 薫子（ゆづき かおるこ）」と酷似しており、担当声優も同一。
山口 亜弓（やまぐち あゆみ）
声：佐倉ゆき
「茶道部OG」
クラス：大学生 / 部活：茶道部OG / 血液型：O型 / 年齢：20歳 / 誕生日：5月8日 / 星座：牡牛座
好きなこと：茶道・琉璃子・愛歌・ドライブ・お酒
苦手なこと：安酒・よっぱらい
家族：父・母・姉 / 通学手段：徒歩（高校在学時）
茶道部の先々代部長。琉璃子や愛歌とは顔見知りで、お茶会に誘うためにときどき茶道部へ顔を出す。
落ち着いた雰囲気のある、主人公曰く「大人の女性」。実は男っぽく粋な性格で、琉璃子もたじろぐほど。
絢辻 縁（あやつじ ゆかり）
声：五十嵐愛子
「絢辻詞の純粋すぎる姉」
クラス：大学生 / 部活：テニス部 / 血液型：B型 / 年齢：21歳 / 誕生日：4月29日 / 星座：牡牛座
好きなこと：かわいいもの・ウィンドウショッピング・紅茶・寝ること
苦手なこと：虫・難解なこと
家族：父・母・妹 / 通学手段：電車
詞の姉。遠目でも分かるほどの美貌の持ち主で、非常に穏やかで純粋な性格。逆を言えば空気が読めないほどのマイペースで、作品中、はるかと一二を争う重度の天然ボケ。そのせいで詞に疎んじられていることも全く気付いていない。また、その天然ボケが引き起こした数々の所行により、子供達や犬からも避けられている。把握されている範囲内では「河原でよその家の犬に大量のスポーツドリンクを飲ませる」「眠っている妹の部屋に前に一度会っただけのクラスメイト（主人公）を通す。」「小学生のパンツをおろす」など、人々に強烈な印象を与えるものが多い。
家族仲も良好とは言えないようだが、当の本人はあまり気にしている素振りを見せない。
黒沢 典子（くろさわ のりこ）
声：田内夏子
「絢辻詞を敵対視する女の子」
クラス：2年B組 / 部活：なし / 血液型：A型 / 年齢：16歳 / 誕生日：3月10日 / 星座：魚座
好きなこと：主人公・権力・お金・妄想・自分に優しくしてくれる人
苦手なこと：詞・自分の思い通りにならない現実
家族：父・母 / 通学手段：電車
輝日東高校が所在する市の市議会議員「黒沢 典夫」の娘で、主人公に想いを寄せている女の子。思い込みが激しい上にマイナス思考で、詞を一方的に（恋の）ライバル視している。
典型的ないじめっ子タイプで、さまざまな手を使って詞の評判を落とし、彼女を創設祭実行委員の座から引きずり下ろそうと企む。
七咲 郁夫（ななさき いくお）
声：ゆかな
「七咲逢の甘えん坊な弟」
クラス：小学2年生 / 部活：なし / 血液型：O型 / 年齢：7歳 / 誕生日：1月15日 / 星座：山羊座
好きなこと：ゲーム・戦隊ものなどの勧善懲悪なテレビ番組・姉の作るオムライス・イタズラ・姉・同級生のとある女の子
苦手なこと：長い話・勉強・じっとしていること
家族：父・母・姉 / 通学手段：徒歩
逢の、年の離れた弟。わがままで生意気だが、無口なので何を考えているのか分かり辛い。かなりのませガキでありエロ本をこっそり立ち読みしている。しょっちゅうイタズラしては逢に叱られているが、彼女のことが大好き。
最近は淡い初恋に目覚めたようである。
アニメ『セイレン』では高校生として登場する。
御木本 久遠（みきもと くおん）
声：大橋隆昌
「輝日東の撃墜王」
クラス：3年B組 / 部活：なし / 血液型：O型 / 年齢：18歳 / 誕生日：5月5日 / 星座：牡牛座
好きなこと：はるか・女の子と遊ぶこと・ちやほやされること
苦手なこと：女の子に冷たくされること
家族：父・母・兄・弟 / 通学手段：電車
はるかに想いを寄せる男子。付き合う彼女を取っ替え引っ替えしている名うてのプレイボーイ。イケメン、長身、モデル体型と3拍子揃っているため、自然とモテてしまう性質の悪いところがある。
その悪名高さゆえ、周りからは「撃墜王ミッキー」と呼ばれている。本人曰く「俺が（女性に）振られるようなことはあってはならない」そうである。
花園 聖治（はなぞの せいじ）
声：皆川達也
「はなぢ王子」
クラス：2年B組 / 部活：吹奏楽部 / 血液型：A型 / 年齢：17歳 / 誕生日：7月31日 / 星座：獅子座
好きなこと：はるか・クラリネット・自分磨き
苦手なこと：自分を否定されること
家族：祖父・祖母・父・母・弟 / 通学手段：電車
はるかに想いを寄せる男子。自他共に認める学年一のイケメン。1年生時、体育授業中に鼻血を出したことがあり、それがきっかけで苗字の花（はな）と名前の冶（じ）を掛けて、やっかみがてら「はなぢ王子」と呼ばれている。
軽薄だが、女の子にちやほやされるための努力は欠かさない、影の努力家。攻略によっては薫と交際する。
樹里 路美雄（きさと ろみお）
声：浜添伸也
「ロンリーロミオ」
クラス：1年A組 / 部活：陸上部 / 血液型：O型 / 年齢：15歳 / 誕生日：12月25日 / 星座：山羊座
好きなこと：はるか・年上にかわいがられること
苦手なこと：かまってもらえないこと
家族：父・母・姉（2人） / 通学手段：電車
はるかに想いを寄せる男子。ルックスがかわいいため、年上の女性にちやほやされている。
弱々しいタイプに見えるが、こうと決めた相手にはしつこいほど強引にアタックする。
お金持ちの末っ子として育ち、逆境に弱い。名前負けしていると自分でも思っているようである。はるかといい関係にある主人公を「認めない」らしい。
蒔原 美佳（まきはら みか）
声：原田ひとみ
「主人公が過去にあこがれていた女の子」
クラス：高校2年生 / 部活：バスケット部 / 血液型：O型 / 年齢：16歳 / 誕生日：12月21日 / 星座：射手座
好きなこと：イケメン・楽しいこと・おしゃべりをすること
苦手なこと：退屈
家族：父・母・兄 / 通学手段：不明
主人公が中学校3年のときに好きだった、元クラスメイトの女の子。現在は隣街の輝日南（きびな）高校に通っている。
今時の女子高生で、全く興味のない男の子に誘われても、勢いに任せてその場でOKしてしまうほどノリが軽い。
プロローグ時点で名前のみ挙がっており、ある条件進行下でのイベントにて登場する。進め方次第では、彼女にデートをすっぽかされた理由が明らかとなる。
本編の二年前、主人公とのクリスマスデートをすっぽかし、恋愛とクリスマスに対する苦手意識を与えた張本人。当時はデートに興味があるというわけではなかったが「クリスマスに彼氏がいた方が格好がつく」との理由で主人公とのクリスマスデートを約束。しかし、デート前日に女友達とのパーティーに誘われ予定を変更、蒔原は待ち合わせ場所で主人公を振るつもりでおり、さらに蒔原の女友達らはその様子を遠くで見物するつもりでいた。この見物に誘われたことで上崎裡沙は事態を知る。主人公に好意を持つ裡沙は主人公を傷つけまいと、蒔原に「デートの待ち合わせ場所の変更」という嘘の伝言をしたことで両者が出会うことはなかった。
マイケル・ギャラガー
声：大橋隆昌
「スタイリッシュダーツ野郎」
血液型：O型 / 年齢：31歳 / 誕生日：10月10日 / 星座：天秤座
好きなこと：ダーツ・お酒・ナンパ・ギャンブル・勇敢な男
苦手なこと：おとなしく振る舞うこと・二日酔い
家族：父・姉・妹 / 通勤手段：自転車
日本語交じりの怪しい英語を話す、英会話教室の講師。通称「マイク・キッド」。カリフォルニア出身で、来日して3年目になる。
筋肉質の男性写真集を嬉々として購入したり、主人公とのデートをかけてダーツ勝負をしてくるなど、油断ならない趣味の持ち主。
マサ
声：無し（ゲーム版）/ 小野大輔（ドラマCD版）
クラス：2年A組
主人公と梅原の悪友その1。休み時間には、よく主人公とお宝本やゲームの話に花を咲かせている。
ゲーム上でグラフィックは用意されていないが、後述のドラマCDのブックレットに、キャラクターデザイン担当の高山箕犀によって新たに描かれた全身イラストが掲載されている。
ケン
声：無し（ゲーム版）/ 杉田智和（ドラマCD版）
クラス：2年A組
主人公と梅原の悪友その2。マサと同じく、休み時間には主人公とよく話をしている。
ゲーム上でグラフィックは用意されていないが、後述のドラマCDのブックレットに、キャラクターデザイン担当の高山箕犀によって新たに描かれた全身イラストが掲載されている。
ユウジ
声：無し（ゲーム版のみ登場）
クラス：2年A組 部活：演劇部
主人公と梅原の悪友その3。休3「ヒロインは見ていた」イベント（3択）にマサと共に登場し、主人公へ質問をしてくる。
薫の叔父
声：神谷浩史
????と表記されているが、実際には薫の叔父（父親の弟）役である。ドラマCD vol.6に登場。
イカ男
声：大橋隆昌
「イナゴマスクの天敵」
作中における特撮ヒーロー番組「イナゴマスク」の悪役怪人。中多紗江ルートや『アマガミ ぬくぬくまーじゃん』に登場。
きびにゃん
声：無し
「キビトランドのおうじさま」
遊園地「キビトランド」のマスコットキャラクター。『アマガミ ぬくぬくまーじゃん』では、イカ男と組む悪役として登場。

## エンディングテーマソング
「ずっと、このままで…」
歌：絢辻詞（cv：名塚佳織） / 作詞：日山尚 / 作曲：岩垂徳行
- 後述の『アマガミ オリジナルサウンドトラック』にも収録。
- 2012年2月に発売となった、アニメ『アマガミSS+ plus』のオープニングテーマ「Check my soul」とエンディングテーマ「告白」のシングルCD。これらをエンターブレインのオンラインショッピングサイト・ebten（エビテン）でセット購入すると、オリジナルの数量限定特典として、同歌手・azusaによるカバー曲のCDが付属配布された。タイトルは「ずっと、このままで… 〜azusa acoustic session〜」と冠され、その名が示す通り、曲にはアコースティックアレンジが施されている。

## 購入特典
ソフト発売当初、数量限定購入特典が配布された。
フルプライス版：『アマガミ 特典ドラマCD』
本編後におけるヒロインとの、バレンタインデーを始めとした日常の一コマを描いたショートドラマ集。各ヒロインごとの個別シナリオが収録。
ゲーム同様、「主人公=プレイヤー」という扱いにつき、ヒロインの一人芝居による形式で進行する。シナリオは、本編も担当した太田僚による。
エビコレ+版：『アマガミ -Various Artists- 0』
それぞれ描き手が異なる、複数の作家陣によるオムニバス漫画本。各ヒロインごとの短編漫画と、その他のショートおよび4コマ漫画が掲載。
全84ページ。巻末には、限定版『エビコレ+ アマガミ Limited Edition』付属のクリアポスターにも採用された『キミキス』未公開イラストが収録されている。書籍名が表すように、後述のアンソロジーコミック『アマガミ -Various Artists-』シリーズに準じた作りとなっており、表紙カバーを外すと同様の仕掛けが施してある。
なお、元々のエビコレ+版発売予定日に合わせて製本されていたため、奥付の発行日は“2011年1月27日”と印字されている。
- イラスト - 高山箕犀（表紙、キミキス）、みずのもと（カバー折り返し）
- 短編 - 如月群真（絢辻詞）、ホムンクルス（桜井梨穂子）、杏二（棚町薫）、渡会けいじ（中多紗江）、大塚子虎（七咲逢）、月野定規（森島はるか）
- その他 - 桜小鉄（2ページショート）、ピアイ才（2ページショート）、ノブヨシ侍（4コマ）、オトウフ（4コマ）

## 関連商品

### 書籍
エンターブレイン刊。エビコレ+版対応の改訂攻略本は未発売。エンターブレイン『ファミ通の攻略本』サイトにて、フルプライス（オリジナル）版との差異部分についての攻略情報ページが設けられており、ゲーム公式サイトからもリンクされている。
| 種別   | 書籍名                                  | ISBN              | 発売日         | 備考                                                                       |
| ------ | --------------------------------------- | ----------------- | -------------- | -------------------------------------------------------------------------- |
| 攻略本 | アマガミ オフィシャルコンプリートガイド | 978-4-7577-4908-5 | 2009年04月25日 | 開発者談話掲載、キャラクターデザイン担当・高山箕犀描き下ろしカバーイラスト |
| ムック | TECH GIAN イレギュラーズ SUMMER         | 978-4-7577-5013-5 | 2009年07月15日 | 各種設定資料、および開発者談話掲載 / 雑誌扱い                              |

攻略本『アマガミオフィシャルコンプリートガイド』電子版は、PlayStation Storeでも購入可能。

### CD

#### TWOFIVE RECORDS 発売分
アマガミ オリジナルサウンドトラック
TRCD-10086〜10088 / 2009年4月17日発売 / 3枚組
エンディングテーマソングを含む全39曲をDisc-01と02に収録。Disc-03には、FM音源によるクラシックアレンジバージョン全35曲を別途収録。
ジャケットイラスト担当：高山箕犀。
アマガミ キャラクターソング
各担当声優による歌。ゲームBGM同様、FM音源による伴奏曲を使用したクラシックアレンジバージョンも同時収録。さらにvol.1からvol.8には、想いを一人語りするヒロインのモノローグドラマが、vol.3+4 「ナカヨシCD」とvol.7+8 「アコガレCD」においては、該当ヒロイン二人によるショートドラマが、それぞれ収録されている。

| タイトル                                        | 商品コード | 発売日         | 備考 |
| ----------------------------------------------- | ---------- | -------------- | --- |
| vol.1 桜井梨穂子 「DJK」                        | TRCD-10089 | 2009年06月26日 | 全ジャケットイラスト担当：高山箕犀 ・【vol.1〜vol.8】 描き下ろし ・【ソエンCD】 ゲーム内グラフィック流用 ・【ナカヨシCD、アコガレCD】 単品盤用イラスト2枚の組み合わせ |
| vol.2 絢辻詞 「Afterglow」                      | TRCD-10090 | 2009年07月24日 | 全ジャケットイラスト担当：高山箕犀 ・【vol.1〜vol.8】 描き下ろし ・【ソエンCD】 ゲーム内グラフィック流用 ・【ナカヨシCD、アコガレCD】 単品盤用イラスト2枚の組み合わせ |
| vol.3 中多紗江 「Wish“ちょっぴりの勇気”」       | TRCD-10092 | 2009年09月18日 | 全ジャケットイラスト担当：高山箕犀 ・【vol.1〜vol.8】 描き下ろし ・【ソエンCD】 ゲーム内グラフィック流用 ・【ナカヨシCD、アコガレCD】 単品盤用イラスト2枚の組み合わせ |
| vol.4 美也 「Grown up !」                       | TRCD-10093 | 2009年09月18日 | 全ジャケットイラスト担当：高山箕犀 ・【vol.1〜vol.8】 描き下ろし ・【ソエンCD】 ゲーム内グラフィック流用 ・【ナカヨシCD、アコガレCD】 単品盤用イラスト2枚の組み合わせ |
| vol.5 七咲逢 「trust」                          | TRCD-10094 | 2009年10月23日 | 全ジャケットイラスト担当：高山箕犀 ・【vol.1〜vol.8】 描き下ろし ・【ソエンCD】 ゲーム内グラフィック流用 ・【ナカヨシCD、アコガレCD】 単品盤用イラスト2枚の組み合わせ |
| vol.6 棚町薫 「Thanksgiving」                   | TRCD-10095 | 2009年11月20日 | 全ジャケットイラスト担当：高山箕犀 ・【vol.1〜vol.8】 描き下ろし ・【ソエンCD】 ゲーム内グラフィック流用 ・【ナカヨシCD、アコガレCD】 単品盤用イラスト2枚の組み合わせ |
| vol.7 森島はるか 「わんわんディスコフィーバー」 | TRCD-10101 | 2010年01月22日 | 全ジャケットイラスト担当：高山箕犀 ・【vol.1〜vol.8】 描き下ろし ・【ソエンCD】 ゲーム内グラフィック流用 ・【ナカヨシCD、アコガレCD】 単品盤用イラスト2枚の組み合わせ |
| vol.8 塚原響 「恋の偏差値」                     | TRCD-10103 | 2010年02月19日 | 全ジャケットイラスト担当：高山箕犀 ・【vol.1〜vol.8】 描き下ろし ・【ソエンCD】 ゲーム内グラフィック流用 ・【ナカヨシCD、アコガレCD】 単品盤用イラスト2枚の組み合わせ |
| 梅原正吉&高橋麻耶&上崎裡沙 「ソエンCD」         | TRCD-10099 | 2010年03月19日 | 2009年12月29日〜31日開催のコミックマーケット77会場、 および通信販売にて先行販売                                                                                       |
| vol.3+4 紗江&美也 「C76限定 ナカヨシCD」        | TRCD-10091 | 2009年08月14日 | 2009年8月14日〜16日開催のコミックマーケット76会場での限定販売 |
| vol.7+8 はるか&響 「C77限定 アコガレCD」        | TRCD-10098 | 2009年12月29日 | 2009年12月29日〜31日開催のコミックマーケット77会場、 および通信販売のみでの限定販売                                                                                   |

#### タブリエ・コミュニケーションズ発売分
ドラマCD 「アマガミ」
ゲーム本編後における、それぞれのヒロインとの後日談を描いた内容。2年生の3学期や3年生進級後など、時期はまちまちとなっている。
シナリオは、外部のシナリオ制作会社・シナリオ工房 月光による。
なお、2022年12月26日にボイスドラマ専門マーケット mimicle (ミミクル) から、配信版が再発売された。
| タイトル                                     | 商品コード | 発売日         | 配信版発売日   | 備考 |
| -------------------------------------------- | ---------- | -------------- | -------------- | --- |
| Vol.1 「桜井梨穂子&美也」編                  | AMDR-0001  | 2009年06月26日 | 2022年12月26日 | 全ジャケットイラスト担当：高山箕犀 |
| Vol.2 「絢辻詞」編 〜私の帰るべき場所〜      | AMDR-0002  | 2009年07月24日 | 2022年12月26日 | |
| Vol.3 「七咲逢」編 〜来ちゃいました、先輩♪〜 | AMDR-0003  | 2009年10月23日 | 2022年12月26日 | |
| Vol.4 「中多紗江」編 〜今年も、あなたと〜    | AMDR-0004  | 2010年01月29日 | 2022年12月26日 | 2009年12月29日〜31日開催のコミックマーケット77会場にて先行販売 高山箕犀描き下ろしによる、マサ&ケンのイラストが同封ブックレット上にて初公開 |
| Vol.5 「森島はるか」編 〜My Graduation〜     | AMDR-0005  | 2010年03月26日 | 2022年12月26日 | |
| Vol.6 「棚町薫」編 〜創設祭は大騒ぎ!〜       | AMDR-0006  | 2010年06月25日 | 2022年12月26日 | Vol.4と同一の、マサ&ケンのイラストが同封ブックレットに掲載                                                                                 |
ラジオCD 「良子と佳奈のアマガミ カミングスウィート!」
後述の同名番組をMP3形式でまとめて、新規録り下ろし分を加えたCD。各2枚組。
Vol.5以降のジャケットイラストは、後述の漫画化作品を手掛けた作家が担当している。
| 巻数   | 収録回           | 商品コード     | 発売日         | 備考                                                                   |
| ------ | ---------------- | -------------- | -------------- | ---------------------------------------------------------------------- |
| Vol.1  | 第0回〜第8回     | AMRD-0001      | 2009年06月26日 | ジャケットイラスト担当：高山箕犀（〜Vol.4）                            |
| Vol.2  | 第9回〜第17回    | AMRD-0002      | 2009年09月25日 | 2009年8月14日〜16日開催のコミックマーケット76にて先行販売              |
| Vol.3  | 第18回〜第26回   | AMRD-0003      | 2009年10月23日 |                                                                        |
| Vol.4  | 第27回〜第35回   | AMRD-0004      | 2010年01月29日 | 2009年12月29日〜31日開催のコミックマーケット77にて先行販売             |
| Vol.5  | 第36回〜第44回   | AMRD-0005      | 2010年03月26日 | ジャケットイラスト担当：桜小鉄（〜Vol.8）                              |
| Vol.6  | 第45回〜第53回   | AMRD-0006      | 2010年06月25日 |                                                                        |
| Vol.7  | 第54回〜第62回   | AMRD-0007      | 2010年11月26日 |                                                                        |
| Vol.8  | 第63回〜第71回   | AMRD-0008      | 2011年01月28日 |                                                                        |
| Vol.9  | 第72回〜第80回   | AMRD-0009      | 2011年05月27日 | ジャケットイラスト担当：オトウフ（〜Vol.20 OP/EDテーマソングCDも同様） |
| Vol.10 | 第81回〜第89回   | AMRD-0010      | 2011年06月24日 |                                                                        |
| Vol.11 | 第90回〜第98回   | AMRD-0011      | 2011年07月29日 |                                                                        |
| Vol.12 | 第99回〜第107回  | AMRD-0012      | 2011年10月28日 |                                                                        |
| Vol.13 | 第108回〜第116回 | AMRD-0013      | 2011年12月30日 | 2011年12月23日開催の同番組公開録音にて先行販売                         |
| Vol.14 | 第117回〜第125回 | AMRD-0014      | 2012年02月24日 |                                                                        |
| Vol.15 | 第126回〜第134回 | AMRD-0015      | 2012年03月30日 |                                                                        |
| Vol.16 | 第135回〜第143回 | TBZR-0005/0006 | 2012年05月09日 |                                                                        |
| Vol.17 | 第144回〜第152回 | TBZR-0029/0030 | 2012年07月04日 |                                                                        |
| Vol.18 | 第153回〜第161回 | TBZR-0033/0034 | 2012年08月01日 |                                                                        |
| Vol.19 | 第162回〜第170回 | TBZR-0045/0046 | 2012年12月26日 |                                                                        |
| Vol.20 | 第171回〜第179回 | TBZR-0047/0048 | 2012年12月26日 |                                                                        |
白泉社刊『ヤングアニマルあいらんど』においても、番外編となる録り下ろし番組を収録したCD-ROMが付属された。
| 号数  | 収録番組名                                             | 付属CD-ROM名                               | 雑誌発売日    |
| ----- | ------------------------------------------------------ | ------------------------------------------ | ------------- |
| no.12 | 良子と佳奈のアマガミ カミングスウィート! あいらんどSP  | 『アマガミ precious diary』 お宝CD-ROM     | 2010年6月29日 |
| no.14 | 良子と佳奈のアマガミ カミングスウィート! あいらんどSP2 | 『アマガミ precious diary』 お宝CD-ROM III | 2011年2月28日 |
CD 「良子と佳奈のアマガミ カミングスウィート! OP/EDテーマソング 時々ドキドキ / like a flower」
PCCG-90064 / 2011年4月27日発売 / 1枚組
同番組で第97回より使用されていたテーマソング。録り下ろしラジオ同時収録。音楽CD扱いにつき、販売元はポニーキャニオン。

### パソコンゲーム
アマガミテトリス
『アマガミ』と『テトリス』のコラボレーションによる作品。テトリスオンラインでダウンロード販売されていた。新たに書き下ろされた専用シナリオ上で、次々と立ちふさがる他キャラクターとの、テトリスによる対戦を繰り返すという内容。フルボイス仕様で、元ゲームの主人公である『橘 純一』もボイス付きの対戦キャラクターとして登場する。
Windows XP/Vista対応。2009年11月販売開始、2010年6月販売終了。
| アマガミテトリス 〜七咲逢編〜     | 2009年11月2日発売  |
| アマガミテトリス 〜森島はるか編〜 | 2009年11月16日発売 |
| アマガミテトリス 〜絢辻詞編〜     | 2009年11月30日発売 |

### ファンディスク
アマガミ ちょっとおまけ劇場
エンターブレイン刊『TECH GIAN』誌の2011年2月号から7月号まで、6カ月連続企画として、アドベンチャーゲーム形式の追加シナリオ集を収録したCD-ROMが付属された。ゲーム本編の後日談、または同時間軸の更なる別派生物語となる内容で、一部サブキャラクターとの恋愛展開も用意されている。音声はシナリオに合わせて新規収録のフルボイス仕様、グラフィックは大半が元ゲームからの流用。動作環境はPS2ではなく、Windows（2000/XP/Vista）上となっている。
当時、雑誌を入手しそびれたユーザーからの再版要望の声が多く寄せられたため、特別措置としてDMM.comにて期間限定ダウンロード販売も行われた。また、アニメ第2期放映記念として、二度目となるDL販売が2011年12月より実施されている。さらに2012年4月より、amazon.co.jp（厳密には、販売元はAmazon Services International, Inc.） からもダウンロード販売が開始された。
| ディスク | 収録シナリオ | 雑誌発売日     | DL版販売期間【DMM】[注 26]                          | DL版販売開始日【amazon】 |
| -------- | --- | -------------- | --------------------------------------------------- | ------------------------ |
| EX1      | 桜井梨穂子 『梨穂子のおまじない』 棚町薫 『ファミレスに願いを』                                                            | 2010年12月21日 | 2011年4月8日 - 同年6月30日 2011年12月9日 -          | 2012年4月13日            |
| EX2      | 中多紗江 『紗江のドキドキ逃避行』 高橋麻耶 『Miss Santa & Mis Santa』                                                      | 2011年1月21日  | 2011年4月15日 - 同年6月30日 2011年12月16日 -        | 2012年4月13日            |
| EX3      | 美也 『Grown up !』 森島はるか 『我ら輝日東高校サンタ部!』                                                                 | 2011年2月21日  | 2011年4月22日 - 同年6月30日 2011年12月16日 -        | 2012年4月13日            |
| EX4      | 七咲逢 『逢の子守唄』 塚原響 『響く想い 彼方へ』                                                                           | 2011年3月19日  | 2011年4月29日 - 同年6月30日 2011年12月22日 -        | 2012年4月13日            |
| EX5      | 絢辻詞 『天下無敵の大貧民』 全メインヒロイン 『6人サンタ』 （前述9シナリオクリア状態で開示）                               | 2011年4月21日  | 2011年5月27日 - 同年6月30日 2011年12月22日 -        | 2012年4月13日            |
| EX6      | 美也&上崎裡沙 『僕は漫画家』 上崎裡沙 『プレゼント フォー ユー』 （『6人サンタ』クリア状態で開示） おまけ 『ながされて……』 | 2011年5月21日  | 雑誌販売の優先都合上、初回時は未配信 2012年1月6日 - | 2012年4月13日            |
アマガミ ジャイアニズムスペシャル
上記『TECH GIAN』編集部による、ゲーム・アニメ・漫画などのキャラクターコンテンツ雑誌『ジャイアニズム』のVol.2（2012年3月30日発売）に付属されたCD-ROMソフト。2012年12月21日よりDMM.comにてダウンロード販売も開始。
『ちょっとおまけ劇場』と同システム・同動作環境下のアドベンチャーゲーム形式で、あちらが各ヒロインごとの短編オムニバス作品集であったのに対して、こちらは全4編から構成される長編単一作品となる。内容は『エビコレ+ アマガミ』内のミニゲーム『アマガミ ぬくぬくまーじゃん』の後日談で、クリスマスイヴ当日の“裏”創設祭における、主要人物全員が入り乱れての喜劇が描かれている。シナリオ担当は塚本美夫。
- プロローグ 〜独りぼっちのクリスマス〜
- 前編 〜開催 裏創設祭!〜
- 中編 〜さよならダンボール男〜
- 後編 〜日陰男子よ、永遠に〜

### ボイスドラマ
ASMRボイスドラマ アマガミ
ボイスドラマ配信マーケットプレイス『mimicle』での有料配信となるボイスドラマ。
- イラスト・監修 - 高山箕犀

| 話数  | 配信日         | タイトル                                          | 出演声優                              | シナリオ                                |
| ----- | -------------- | ------------------------------------------------- | ------------------------------------- | --------------------------------------- |
| Vol.1 | 2022年5月16日  | 桜井梨穂子編                                      | 新谷良子                              | 鈴木悠太（シナリオ工房・月光） 高山箕犀 |
| Vol.2 | 2022年6月24日  | 森島はるか編                                      | 伊藤静、浅川悠 佐藤利奈               | 鈴木悠太（シナリオ工房・月光） 高山箕犀 |
| Vol.3 | 2022年7月22日  | 中多紗江編                                        | 今野宏美、阿澄佳奈                    | 鈴木悠太（シナリオ工房・月光） 高山箕犀 |
| Vol.4 | 2022年9月16日  | 七咲逢編                                          | ゆかな、浅川悠                        | 田沢大典（シナリオ工房・月光） 高山箕犀 |
| Vol.5 | 2022年10月14日 | 棚町薫編                                          | 佐藤利奈、門脇舞以 阿澄佳奈、今野宏美 | 田沢大典（シナリオ工房・月光） 高山箕犀 |
| Vol.6 | 2022年11月25日 | 絢辻詞編                                          | 名塚佳織、佐藤利奈                    | 田沢大典（シナリオ工房・月光） 高山箕犀 |
| -     | 2023年2月14日  | ファーストバレンタイン＆ウェイクアップ モノローグ | 各担当者                              | アマガミ開発部                          |
| -     | 2023年2月14日  | 目覚ましボイス                                    | 各担当者                              | -                                       |
| Vol.7 | 2023年2月17日  | 上崎裡沙編                                        | 門脇舞以                              | 鈴木悠太（シナリオ工房・月光） 高山箕犀 |
| Vol.8 | 2024年11月1日  | 塚原響編                                          | 浅川悠、ゆかな 阿澄佳奈               | 鈴木悠太（シナリオ工房・月光） 高山箕犀 |

ASMRボイスドラマ アマガミ 2nd
ボイスドラマ配信マーケットプレイス『mimicle』での有料配信となるボイスドラマの2ndシーズン。
- イラスト・監修 - 高山箕犀

| 話数  | 配信日        | タイトル     | 出演声優 | シナリオ                                |
| ----- | ------------- | ------------ | -------- | --------------------------------------- |
| Vol.1 | 2025年2月17日 | 棚町薫編     | 佐藤利奈 | 田沢大典（シナリオ工房・月光） 高山箕犀 |
| Vol.2 | 2025年4月11日 | 森島はるか編 | 伊藤静   | 鈴木悠太（シナリオ工房・月光） 高山箕犀 |
| Vol.3 | 2025年6月13日 | 桜井梨穂子編 | 新谷良子 | 鈴木悠太（シナリオ工房・月光） 高山箕犀 |

## 漫画
複数の出版社より、さまざまな形態での漫画化作品が発表されており、書籍化は4社13タイトルに及ぶ。

### 長編連載作品
アマガミ precious diary
連載シリーズ、および読み切り回ごとにヒロインが異なるオムニバス形式。
ヤングアニマル本誌では、【絢辻詞編】と【棚町薫編】の2編が連載。増刊のあいらんどでは、全ヒロイン分の読み切りが掲載された。連載分が原作ゲームにほぼ忠実な内容であるのに対して、読み切り分では、主に後日談となる漫画独自のエピソードが描かれている。
- 著者：東雲太郎
- 白泉社『ヤングアニマル』掲載（連載版 2009年23号 - 2011年23号）
- 白泉社『ヤングアニマルあいらんど』掲載（読み切り特別版 no.9 - no.18）

| 号数  | ヒロイン           | サブタイトル         | 発売日         | 関連付録                                                                    |
| ----- | ------------------ | -------------------- | -------------- | --------------------------------------------------------------------------- |
| no.9  | 1年生トリオ[注 29] | ノックは無用         | 2009年8月21日  | 『キミキス -various heroines-』 CD-ROM画集：公開済みカラーイラスト全収録    |
| no.10 | 森島はるか         | ダッ君カフェ         | 2009年12月9日  |                                                                             |
| no.11 | 桜井梨穂子         | 食べられちゃった     | 2010年3月29日  |                                                                             |
| no.12 | 七咲逢             | 溺れてしまいそう     | 2010年6月29日  | お宝CD-ROM：フルカラー版“食べられちゃった”収録                              |
| no.13 | 絢辻詞             | アメとムチ           | 2010年10月29日 | お宝CD-ROM II：フルカラー版“溺れてしまいそう”収録                           |
| no.14 | 美也               | 愛情表現             | 2011年2月28日  | お宝CD-ROM III：フルカラー版“アメとムチ”収録                                |
| no.15 | 中多紗江           | チャー・シュー・メン | 2011年5月27日  | お宝CD-ROM IV：フルカラー版“ダッ君カフェ”&“愛情表現”収録                    |
| no.16 | 上崎裡沙           | 恋人だからできること | 2011年9月6日   |                                                                             |
| no.17 | 棚町薫             | 女の子スイッチ       | 2011年12月28日 | お宝CD-ROM V：フルカラー版“チャー・シュー・メン”&“恋人だからできること”収録 |
| no.18 | 森島はるか（2）    | 卒業アルバム         | 2012年3月29日  | お宝CD-ROM VI：フルカラー版“女の子スイッチ”収録                             |
- レーベル：ジェッツコミックス（全5巻）

| 巻数  | 連載分収録編  | 読み切り分収録話[15][注 30]                                                  | ISBN              | 発売日             |
| ----- | ------------- | ---------------------------------------------------------------------------- | ----------------- | ------------------ |
| 第1巻 | 絢辻詞編 16話 | 『キミキス -various heroines-』里仲なるみ編                                  | 978-4-592-14701-5 | 2010年6月29日[16]  |
| 第2巻 | 絢辻詞編 16話 | 1年生トリオ[注 29]特別編                                                     | 978-4-592-14702-2 | 2010年10月29日[17] |
| 第3巻 | 棚町薫編 16話 | 森島はるか特別編                                                             | 978-4-592-14703-9 | 2011年5月27日[18]  |
| 第4巻 | 棚町薫編 16話 | 桜井梨穂子特別編                                                             | 978-4-592-14704-6 | 2011年12月28日[19] |
| 第5巻 | -             | 七咲逢、絢辻詞、美也、中多紗江、上崎裡沙、 棚町薫、森島はるか（2）、各特別編 | 978-4-592-14705-3 | 2012年6月29日[20]  |
第5巻は、あいらんどに掲載された全10本のフルカラー化コミックと、雑誌表紙などを飾った全カラーイラストを収録したDVD-ROM付属の初回限定版（ISBN 978-4-592-14795-4）も同時発売。表紙と口絵のイラストもそれぞれ異なっており、通常版が七咲逢と中多紗江、限定版が森島はるかと桜井梨穂子となっている。
アマガミ Sincerely yours シンシアリーユアーズ
絢辻詞を主軸ヒロインとして進行。原作ゲームとは内容が異なり、1年生の冬時点から開始の独自ストーリーが展開する。
全6話公開、単行本収録は5話まで。連載中止による未完作品につき、続巻なし。
- 著者：桜小鉄
- エンターブレイン『ファミ通コミッククリア』配信（2009年10月30日 - 2010年7月30日、月1回）
- レーベル：ファミ通クリアコミックス（第1巻 / ISBN 978-4-04-726576-9 / 2010年6月15日発売）

アマガミ Love goes on !
シリーズごとにヒロインが異なるオムニバス形式。原作ゲームの主要エピソードを中心として、ダイジェスト的に構成されている。梨穂子編は途中1年以上の休載を挟み、2014年に完結した。
- 著者：上乃龍也
- アスキー・メディアワークス『電撃マ王』掲載（2010年3月号 - 2011年11月号、隔月連載 / 2012年2月号 - 2012年11月号、月刊連載、2014年3月号掲載）
- レーベル：電撃コミックス（全3巻）

| 巻数  | 収録編           | 読み切り番外編       | ISBN              | 発売日         |
| ----- | ---------------- | -------------------- | ----------------- | -------------- |
| 第1巻 | 七咲逢編 4話     | 1年生トリオ[注 29]   | 978-4-04-868803-1 | 2010年8月27日  |
| 第2巻 | 森島はるか編 6話 | 七咲逢編・後日談     | 978-4-04-870843-2 | 2011年12月17日 |
| 第3巻 | 桜井梨穂子編 9話 | 森島はるか編・後日談 | 978-4-04-891195-5 | 2014年3月27日  |
アマガミ close to you （雑誌掲載のみとなった作品）
桜井梨穂子と七咲逢のダブルヒロイン形式。作者急病につき、1話のみで連載中止。
- 著者：安藤智也
- 角川書店『コンプエース』掲載（2010年8月号）

アマガミ dreamy forever
主役は美也で、彼女の視点から兄・橘純一と森島はるかの恋模様が描かれている。全4話。単行本は巻数表記されているが、続巻なしで完結。
- 著者：虎向ひゅうら
- 角川書店『コンプエース』掲載（2011年2月号 - 8月号、隔月連載）
- レーベル：角川コミックス・エース（Vol.1 / ISBN 978-4-04-715743-9 / 2011年7月21日発売）

アマガミ わっ!
茶道部所属である、桜井梨穂子・夕月琉璃子・飛羽愛歌の3人が主役。作品タイトルは、茶道の「和」と茶道部の「輪」が掛けられている。全6話。
- 著者：歌麿
- エンターブレイン『amaro』2012 winter号掲載（第1話）
- 同誌公式サイト上コンテンツ『amaro Trial Comic』配信（第2話以降 / 2012年6月13日 - 2013年2月13日、隔月）
- レーベル：マジキューコミックス（ISBN 978-4-04-728779-2 / 2013年4月25日発売）

アマガミLS〜はるかAnother〜
森島はるかをヒロインとした作品。
- 著者：santa、原作：高山箕犀
- エンターブレイン『コミッククリア』配信（2016年7月8日 - 2017年1月13日、月1回）
- レーベル：ファミ通クリアコミックス（ISBN 978-4-04-734473-0 / 2017年3月15日発売）

### 4コマおよびショート連載作品
週刊アマガミストへの道
橘純一がボケ役で、他の人物はほぼ総じてツッコミ役となるギャグ作品。作品タイトル通り、週刊ペースで発表された。
タイトルは継承していないものの、同様の漫画が後述の『マジキュー4コマ アマガミ』シリーズにも掲載されている。
- 著者：ノブヨシ侍
- レーベル：ファミ通クリアコミックス（全1巻 / ISBN 978-4-04-726922-4 / 2010年12月15日発売）

| 形態     | 掲載および配信メディア               | 掲載期間                     | 掲載数 | 備考                                     |
| -------- | ------------------------------------ | ---------------------------- | ------ | ---------------------------------------- |
| 4コマ    | 週刊ファミ通（No.1059〜No.1066）     | 2009年3月〜同年5月           | 8本    |                                          |
| 4コマ    | ウェブサイト・ファミWeb              | 2009年5月〜同年11月          | 21本   | ファミ通掲載分の続き                     |
| 4コマ    | 携帯サイト・ファミ通DX               | 2009年6月〜2010年12月        | 78本   | 『週刊アマガミストへの道DX』でのタイトル |
| ショート | ウェブサイト・ファミ通コミッククリア | 2010年10月22日〜同年11月26日 | 6回    |                                          |
あまがみっ!
4コマとショートの混合編成。意図的に崩した、粗い絵柄による過激ギャグ作品。全16話。
原作ゲームの前々作『True Love Story Summer Days, and yet...』や前作『キミキス』を含めた、原作および派生商品絡みの細かなネタが数々と散りばめられている。
- 著者：ピアイ才
- ファミ通コミッククリア配信（2010年4月30日〜2011年7月15日、月1回）
- レーベル：ファミ通クリアコミックス（全2巻）

| 巻数  | ISBN              | 発売日         | 備考                                                          |
| ----- | ----------------- | -------------- | ------------------------------------------------------------- |
| 第1巻 | 978-4-04-726951-4 | 2010年12月15日 |                                                               |
| 第2巻 | 978-4-04-727508-9 | 2011年9月15日  | 「田中さんのゆううつ」（初出：TECH GIAN 2011年8月号）巻末収録 |
※2012年3月30日発売の『ジャイアニズム Vol.2』（エンターブレイン刊）にて、アニメ第2期のネタで構成された『あまがみっ!出張版』が掲載された。フルカラー6ページ。
あまがみっ!SS+ plus
『あまがみっ!』と同一作風のショート漫画。作品タイトル通りアニメ第2期に基づいた内容で、番組に合わせて絢辻詞から順に、各話ごとにそれぞれのヒロインへとスポットを当てた構成となっている。全7話。
- 著者：ピアイ才
- ファミ通コミッククリア配信（2012年7月27日〜2013年1月25日、月1回）
- レーベル：ファミ通クリアコミックス（ISBN 978-4-04-728782-2 / 2013年4月15日発売）

アマガミニ! （雑誌掲載のみとなった作品）
各キャラクターを幼稚園児に見立てた、2ページのショート漫画。「たちばなようちえん」を舞台に、橘純一先生と園児達が繰り広げるコメディ。アニメ第2期放送開始記念として企画され、番組に合わせて「つかさ編」から「みや編」までの全7話が連載された。
- 著者：渡会けいじ
- 白泉社『ヤングアニマル』掲載（2012年2号 - 同年8号）
- 白泉社『ヤングアニマルあいらんど』no.18掲載（「とくべつ編」4ページ / 2012年3月29日発売）
- 白泉社『ヤングアニマルあいらんど』no.19別冊付録（本誌連載分7本と「とくべつ編」を再収録し、描き下ろしの「パーティ編」4ページを加えたもの / 2012年6月29日発売）

### 描き下ろしアンソロジー作品
掲載作品ごとに描き手が異なる、複数の作家陣による短編集および4コマ集。1冊あたり20名前後の作家が参加している。
『- Various Artists -』シリーズの方は、表紙カバーを外すと、同構図で服装違いとなる別バージョンのヒロインイラストが現れる仕掛けになっている。また、ゲーム『エビコレ+ アマガミ』発売時には、非売品となる購入特典『アマガミ - Various Artists - 0』が数量限定で配布された。
エンターブレイン刊 / レーベル：マジキューコミックス。
| 書籍名                         | ISBN              | 発売日         | 表紙イラスト   |
| ------------------------------ | ----------------- | -------------- | -------------- |
| アマガミ - Various Artists -   | 978-4-7577-5016-6 | 2009年8月26日  | 若月さな       |
| アマガミ - Various Artists - 2 | 978-4-04-726217-1 | 2009年12月25日 | 小梅けいと     |
| アマガミ - Various Artists - 3 | 978-4-04-726480-9 | 2010年4月24日  | 平つくね       |
| アマガミ - Various Artists - 4 | 978-4-04-726708-4 | 2010年8月25日  | よしづきくみち |
| アマガミ - Various Artists - 5 | 978-4-04-726939-2 | 2010年12月24日 | 呉マサヒロ     |
| アマガミ - Various Artists - 6 | 978-4-04-727854-7 | 2012年2月25日  | すめらぎ琥珀   |
| マジキュー4コマ アマガミ       | 978-4-04-726578-3 | 2010年6月29日  | いけださくら   |
| マジキュー4コマ アマガミ 2     | 978-4-04-726835-7 | 2010年10月25日 | みずのもと     |
| マジキュー4コマ アマガミ 3     | 978-4-04-727159-3 | 2011年3月25日  | オトウフ       |
| マジキュー4コマ アマガミ 4     | 978-4-04-727393-1 | 2011年6月25日  | いけださくら   |
| マジキュー4コマ アマガミ 5     | 978-4-04-727805-9 | 2012年1月25日  | みずのもと     |
| マジキュー4コマ アマガミ 6     | 978-4-04-727922-3 | 2012年3月24日  | オトウフ       |
| マジキュー4コマ アマガミ 7     | 978-4-04-728216-2 | 2012年6月25日  | みずのもと     |

上記のアンソロジーコミックに掲載された作品群のうち、同一テーマの内容で寄稿し続けていた作家二名の分をそれぞれまとめて、さらに書き下ろしを追加した作品集も同レーベルから発売された。
アマガミ 〜すなおのそのあと〜
著者は真田鈴。サブキャラクターである塚原響をヒロインに据えたifストーリーもの。
| 書籍名                        | ISBN              | 発売日        | 初出                                                                 |
| ----------------------------- | ----------------- | ------------- | -------------------------------------------------------------------- |
| アマガミ 〜すなおのそのあと〜 | 978-4-04-727461-7 | 2011年8月25日 | 『アマガミ -Various Artists- 1〜5』 同社・季刊漫画雑誌『amaro』vol.1 |
アマガミサマ
著者はオトウフ。各ヒロインが二頭身にデフォルメされた姿をした、アマガミの神様“アマガミサマ”達を中心とした内容の4コマ漫画。作中には、原作ゲームおよび派生商品絡みの細かなネタが随所に散りばめられている。
この作品は、同作者による同人誌『大願成就!アマガミサマ』（2009年5月発行）が原点となっており、そちらの掲載作も修正を加えて大半が単行本に収録されている。
| 書籍名         | ISBN              | 発売日        | 初出 |
| -------------- | ----------------- | ------------- | --- |
| アマガミサマ   | 978-4-04-727462-4 | 2011年8月25日 | 『アマガミ -Various Artists- 2〜5』 『マジキュー4コマ アマガミ 1〜4』 同人誌『大願成就!アマガミサマ』（全53本中、39本[注 35]が収録） アマガミ 公式サイト 「スペシャル」ページ 2009年12月25日更新記事 |
| アマガミサマ 2 | 978-4-04-728903-1 | 2013年4月25日 | 『アマガミ -Various Artists- 6』及び『0』 『マジキュー4コマ アマガミ 5〜7』 |

## インターネットラジオ
音泉のインターネットラジオ番組。『良子と佳奈のアマガミ カミングスウィート!』のタイトルで、2009年3月16日（プレ配信となる第0回）から2012年9月17日まで毎週月曜日に配信された。全180回。パーソナリティは桜井梨穂子役の新谷良子と、美也役の阿澄佳奈の2人。

## テレビアニメ
アマガミSS（第1期）
2010年7月よりTBS、CBC、MBS、BS-TBSにて順次放送された。全26話。テレビ放送は25話で終了、残り1話はBD（Blu-ray Disc）およびDVDの最終巻に収録。販売ディスクには、放送時間やテレビ規制による審査の影響でカットされたテレビ未放送部分も、各メインヒロインの最終章と上崎裡沙編に追加収録されている。
作品は、ヒロインによってそれぞれ異なるストーリーが展開されるオムニバス形式を採用している。各メインヒロイン1人につき4話（章）ごとの構成で、最後の上崎裡沙編と橘美也編のみ、1話完結となっている。それぞれの時系列もまちまちで、中多紗江編においては、原作ゲームにはない夏季からスタートする。いずれも内容は、概ねゲームの「スキルート（BESTエピローグ）」もしくは「ナカヨシルート」を踏襲しているが、一部大きく展開を変えたものもある。また、背景画の多くが千葉県銚子市の実在施設や風景をモデルとしており、輝日東高校校舎や通学路、駅前広場などのデザインは原作とは異なっている。
視聴率は全体を通して2.0%前後で推移し、第3話（森島はるか編・第三章）においては、深夜アニメとしては高水準となる3.4%を記録した。
アマガミSS+ plus（第2期）
2012年1月よりTBS、サンテレビ、CBC、BS-TBSにて順次放送された。全13話。近畿圏では、近畿広域局のMBSから兵庫県域局のサンテレビへと放送局が変更となったため、同地区でサンテレビを視聴できない世帯では、BS-TBSでのみの視聴となった。
作品タイトルは『+ plus』と重複表記されているが、読みの上では『プラス』1回となる。第1期同様、ヒロインごとにストーリーが展開されるオムニバス形式で、各メインヒロイン1人につき2話ずつ、それぞれの後日談が描かれている。同じく最後の橘美也編のみ、1話完結。内容は概ねオリジナルで、一部の状況設定に原作ゲームのファンディスク『アマガミ ちょっとおまけ劇場』のものが取り入れられた。なお、番組前後に表示される提供クレジットには、原作ゲームの各漫画化作品（アンソロジーコミック含む）に携わった作家陣によるイラストを、回ごとに変更しながら使用する試みがなされた。
上述のように続編として、ヒロイン達とは既に恋仲であることから、恋仲となるまでに暗い展開も見られた第1期に比べると、カップルとして明るい描写が多い特徴がある。

### スタッフ
|                           | 第1期                           | 第2期                           |
| ------------------------- | ------------------------------- | ------------------------------- |
| 原作                      | エンターブレイン                | エンターブレイン                |
| 監督                      | 平池芳正                        | 小林智樹                        |
| シリーズ構成              | 平池芳正                        | 木村暢                          |
| スーパーバイザー 構成協力 | 高山箕犀 [ 6 ] 坂本俊博 [ 6 ]   | 高山箕犀 [ 6 ] 坂本俊博 [ 6 ]   |
| キャラクターデザイン      | 合田浩章                        | 合田浩章                        |
| 美術監督                  | 高橋麻穂                        | 高橋麻穂                        |
| 色彩設計                  | 松山愛子                        | 松山愛子                        |
| 撮影監督                  | 加藤友宜                        | 加藤友宜                        |
| 編集                      | 廣瀬清志                        | 右山章太                        |
| 音響監督                  | 飯田里樹                        | 飯田里樹                        |
| 音楽                      | 大森俊之                        | 大森俊之                        |
| プロデューサー            | 田中豪 中村伸一 黄樹弐悠        | 田中豪 中村伸一 黄樹弐悠        |
| プロデューサー            | 藤田朋洋                        | 林洋平 高山昌子                 |
| アニメーション制作        | AIC                             | AIC                             |
| 製作協力                  | ポニーキャニオン AIC ムービック | ポニーキャニオン AIC ムービック |
| 製作協力                  | N/A                             | エンターブレイン                |
| 製作                      | アマガミSS製作委員会            | アマガミSS+製作委員会           |
| 製作                      | TBS                             |                                 |

### キャスト
アマガミSS（第1期）
森島はるか編（第1話 - 第4話）
- 男子生徒 - 久保田竜一（七咲逢編、第2期・桜井梨穂子編【表記：男子2】でも同役出演）、遠藤広之、吉田翔二郎、松井郁洋（テロップ上では「松井邦洋」と誤表記）、吉良克哉
- 子供 - 加藤愛
- 先生 - 柴崎洋
- 女子水泳部員 - 中島アキ

棚町薫編（第5話 - 第8話）
- ファミレスの男性客、男子生徒（中多紗江編、桜井梨穂子編、絢辻詞編、上崎裡沙編、橘美也編、第2期・絢辻詞編、第2期・桜井梨穂子編【表記：男子1】、第2期・中多紗江編でも同役出演） - 大下孝太
- 男の子 - 松岡由貴

中多紗江編（第9話 - 第12話）
- ナレーション - 中田譲治（第2期・中多紗江編でも同役出演）
- 学食のおばちゃん - 斉藤貴美子（七咲逢編、第2期・中多紗江編でも同役出演）
- 戦闘員 - 大下孝太
- 謎の男 - Michael Rivas

七咲逢編（第13話 - 第16話）
- 商店街のオヤジ、剣道部員、ピエロ、男性客 - 大下孝太
- 噂の図書委員 - 花澤香菜
- 変身ベルトの合成音声 - Michael Rivas
- 子犬 - 伊藤静
- キングファラオ - 柴田秀勝

絢辻詞編（第21話 - 第24話）
- 女子生徒 - 斉藤佑圭
- ヤヨイ - 鵜殿麻由（第2期・絢辻詞編でも同役出演、そちらでのクレジット表記はひらがなで「やよい」）
- ゆーこ - 平野史子（第2期・絢辻詞編でも同役出演）
- みゆき - 浅羽柚花（第2期・絢辻詞編でも同役出演）
- 田中先生 - 川原慶久

アマガミSS+ plus（第2期）
絢辻詞編（第1話 - 第2話）
- 黒沢の友人A - 藤堂真衣
- 黒沢の友人B - 内山夕実
- 黒沢の友人C - 井路端治子
- 黒沢の友人D - 平田ちひろ

桜井梨穂子編（第3話 - 第4話）
- 真壁 - 川辺俊介
- テレビの漫才師A（ボケ） - 岩美よしまさ（飛石連休）
- テレビの漫才師B（ツッコミ） - 藤井宏和（飛石連休）

七咲逢編（第5話 - 第6話）
- 水泳部員 - 田中美幸、上村彩子
- 教官 - 吉田真澄

棚町薫編（第7話 - 第8話）
- イナゴマスク - 小西克幸
- ヒーローショーのスタッフ - 堀井茶渡（テロップ上では「堀井茶土」と誤表記）
- 運転手 - 大下孝太
- トラックの運転手 - 斧アツシ
- 女将 - 鈴木れい子

中多紗江編（第9話 - 第10話）
- サトシ - 天渡優里奈
- エリカ - 財前佳世
- 大型犬 - 笹島光弘
- 男子生徒 - 井上悠
- 演劇部部長 - 斉藤佑圭
- 実行委員 - 大橋彩香、木戸衣吹

森島はるか編（第11話 - 第12話）
- 通行人 - 黒沢寿樹、桜井翼
- 森島・S・ジェシカ - 伊藤静（橘美也編でも同役出演）
- 梅原の母 - 山口真弓

### 主題歌

#### オープニングテーマ
第1期
「i Love」（第1話〜第13話）
歌・作詞・作曲 - azusa / 編曲 - azusa、t.sato
- 第24話では、Bパートが挿入歌として使用。
- オープニングアニメーションの最終部分で流れる人物カットの順番は各編ごとに異なり、該当ヒロインが最終6番目となる。
- TV放送版のみ「i Love」は13話の七咲 逢編 第1章まで使用されており、七咲 逢編のみオープニングが2種類ある。Blu-ray・DVDでは13話から「君のままで」が使用されている。

「君のままで」（第14話〜第26話）
歌・作詞・作曲 - azusa / 編曲 - azusa、t.sato
- オープニングアニメーションの最終部分で振り向く人物は各編ごとに異なり、それぞれ該当ヒロインが挿入される。

第2期
「Check my soul」
歌・作詞・作曲 - azusa / 編曲 - azusa、t.sato&r.wat
- 単独登場となる橘美也編を除き、オープニングアニメーションの最終部分で集合していく人物の順番は各編ごとに異なる。直前編のヒロインから逆順に登場し、該当ヒロインが最終6番目となる。

#### エンディングテーマ
第1期
「キミの瞳に恋してる」（第1話〜第4話）
歌 - 森島はるか（伊藤静） / 作詞 - 伏見和行 / 作曲・編曲 - 津波幸平
「きっと明日は…」（第5話〜第8話）
歌 - 棚町薫（佐藤利奈） / 作詞 - 小川マキ / 作曲・編曲 - 横山克
「あなたしか見えない」（第9話〜第12話）
歌 - 中多紗江（今野宏美） / 作詞・作曲・編曲 - 黒澤直也
「恋はみずいろ」（第13話〜第16話）
歌 - 七咲逢（ゆかな） / 作詞 - Reika / 作曲・編曲 - 津波幸平
「恋はあせらず」（第17話〜第20話）
歌 - 桜井梨穂子（新谷良子） / 作詞 - フジノタカフミ / 作曲 - 多田慎也 / 編曲 - 浜崎裕司
「嘆きの天使」（第21話〜第24話）
歌 - 絢辻詞（名塚佳織） / 作詞・作曲・編曲 - 芦沢和則
「恋のゆくえ」（第25話）
歌 - 上崎裡沙（門脇舞以） / 作詞 - Yuka-ri / 作曲 - 吉川慶 / 編曲 - pOlOn
「素敵なある日」（第26話）
歌 - 橘美也（阿澄佳奈） / 作詞 - 伏見和行 / 作曲 - 町田トシユキ / 編曲 - 伊東ヒロム
- 曲同様、エンディングアニメーションは各編ごとに全て異なり、それぞれ該当ヒロインのみが描かれたものとなっている。

第2期
「告白」
歌・作詞・作曲 - azusa / 編曲 - azusa、t.sato&r.wat
- エンディングアニメーションの最終部分で振り向く人物は各編ごとに異なり、それぞれ該当ヒロインが挿入される。

#### 挿入歌
第1期
「minamo」（第15話）
歌 - 七咲逢（ゆかな） / 作詞 - 伏見和行 / 作曲・編曲 - 津波幸平
「星」（第20話）
歌 - 桜井梨穂子（新谷良子） / 作詞 - 小西裕子 / 作曲 - 多田慎也 / 編曲 - 生田真心

### 各話リスト
| 章                                  | サブタイトル                      | 脚本                              | 絵コンテ                          | 演出                              | 作画監督                                   | 総作画監督                        | 初放送日                          |                                   |                                   |                                   |                                   |                                   |                                   |                                   |                                   |                                   |                                   |                                   |                                   |                                   |                                   |                                   |                                   |                                   |
| 「森島はるか」編（第1話 - 第4話）   | 「森島はるか」編（第1話 - 第4話） | 「森島はるか」編（第1話 - 第4話） | 「森島はるか」編（第1話 - 第4話） | 「森島はるか」編（第1話 - 第4話） | 「森島はるか」編（第1話 - 第4話）          | 「森島はるか」編（第1話 - 第4話） | 「森島はるか」編（第1話 - 第4話） | 「森島はるか」編（第1話 - 第4話） | 「森島はるか」編（第1話 - 第4話） | 「森島はるか」編（第1話 - 第4話） | 「森島はるか」編（第1話 - 第4話） | 「森島はるか」編（第1話 - 第4話） | 「森島はるか」編（第1話 - 第4話） | 「森島はるか」編（第1話 - 第4話） | 「森島はるか」編（第1話 - 第4話） | 「森島はるか」編（第1話 - 第4話） | 「森島はるか」編（第1話 - 第4話） | 「森島はるか」編（第1話 - 第4話） | 「森島はるか」編（第1話 - 第4話） | 「森島はるか」編（第1話 - 第4話） | 「森島はるか」編（第1話 - 第4話） | 「森島はるか」編（第1話 - 第4話） | 「森島はるか」編（第1話 - 第4話） | 「森島はるか」編（第1話 - 第4話） |
| ----------------------------------- | --------------------------------- | --------------------------------- | --------------------------------- | --------------------------------- | ------------------------------------------ | --------------------------------- | --------------------------------- | --------------------------------- | --------------------------------- | --------------------------------- | --------------------------------- | --------------------------------- | --------------------------------- | --------------------------------- | --------------------------------- | --------------------------------- | --------------------------------- | --------------------------------- | --------------------------------- | --------------------------------- | --------------------------------- | --------------------------------- | --------------------------------- | --------------------------------- |
| 第一章                              | アコガレ                          | 平池芳正                          | 平池芳正                          | 高島大輔                          | 合田浩章                                   | -                                 | 2010年 7月2日                     |                                   |                                   |                                   |                                   |                                   |                                   |                                   |                                   |                                   |                                   |                                   |                                   |                                   |                                   |                                   |                                   |                                   |
| 第二章                              | セッキン                          | 木村暢                            | 島津裕行                          | 唐戸光博                          | 清水貴子                                   | 杉本功                            | 7月9日                            |                                   |                                   |                                   |                                   |                                   |                                   |                                   |                                   |                                   |                                   |                                   |                                   |                                   |                                   |                                   |                                   |                                   |
| 第三章                              | ヤキモチ                          | 木村暢                            | 畑博之                            | 奥野耕太                          | 羽野広範 宮崎修治                          | 杉本功                            | 7月16日                           |                                   |                                   |                                   |                                   |                                   |                                   |                                   |                                   |                                   |                                   |                                   |                                   |                                   |                                   |                                   |                                   |                                   |
| 最終章                              | レンアイ                          | 平池芳正                          | 島津裕行                          | 仁昌寺義人                        | 猪股雅美 諸石美雪                          | 杉本功                            | 7月23日                           |                                   |                                   |                                   |                                   |                                   |                                   |                                   |                                   |                                   |                                   |                                   |                                   |                                   |                                   |                                   |                                   |                                   |
| 「棚町薫」編（第5話 - 第8話）       |                                   |                                   |                                   |                                   |                                            |                                   |                                   |                                   |                                   |                                   |                                   |                                   |                                   |                                   |                                   |                                   |                                   |                                   |                                   |                                   |                                   |                                   |                                   |                                   |
| 第一章                              | アクユウ                          | 待田堂子                          | 金﨑貴臣                          | 小林智樹                          | 竹上貴雄 北島信幸                          | 合田浩章 杉本功                   | 7月30日                           |                                   |                                   |                                   |                                   |                                   |                                   |                                   |                                   |                                   |                                   |                                   |                                   |                                   |                                   |                                   |                                   |                                   |
| 第二章                              | トマドイ                          | 待田堂子                          | 安田賢司                          | 筑紫大介                          | 藤本さとる                                 | 杉本功 猪股雅美 合田浩章          | 8月6日                            |                                   |                                   |                                   |                                   |                                   |                                   |                                   |                                   |                                   |                                   |                                   |                                   |                                   |                                   |                                   |                                   |                                   |
| 第三章                              | ウラギリ                          | 待田堂子                          | 高本宣弘                          | 高橋順                            | 服部憲知 羽野広範                          | 杉本功 合田浩章                   | 8月13日                           |                                   |                                   |                                   |                                   |                                   |                                   |                                   |                                   |                                   |                                   |                                   |                                   |                                   |                                   |                                   |                                   |                                   |
| 最終章                              | シンテン                          | 待田堂子                          | 鎌倉由実                          | 唐戸光博                          | 高橋直樹 立川聖治                          | 杉本功 合田浩章                   | 8月20日                           |                                   |                                   |                                   |                                   |                                   |                                   |                                   |                                   |                                   |                                   |                                   |                                   |                                   |                                   |                                   |                                   |                                   |
| 「中多紗江」編（第9話 - 第12話）    |                                   |                                   |                                   |                                   |                                            |                                   |                                   |                                   |                                   |                                   |                                   |                                   |                                   |                                   |                                   |                                   |                                   |                                   |                                   |                                   |                                   |                                   |                                   |                                   |
| 第一章                              | コウハイ                          | 待田堂子                          | 島津裕行                          | 奥野耕太                          | 小関雅                                     | 杉本功 合田浩章                   | 8月27日                           |                                   |                                   |                                   |                                   |                                   |                                   |                                   |                                   |                                   |                                   |                                   |                                   |                                   |                                   |                                   |                                   |                                   |
| 第二章                              | トックン                          | 待田堂子                          | 高本宣弘                          | 高島大輔                          | 北島信幸 清水貴子                          | 杉本功                            | 9月3日                            |                                   |                                   |                                   |                                   |                                   |                                   |                                   |                                   |                                   |                                   |                                   |                                   |                                   |                                   |                                   |                                   |                                   |
| 第三章                              | ヘンカク                          | 待田堂子                          | 金﨑貴臣                          | 関田修                            | 渡辺奈月                                   | 杉本功                            | 9月10日                           |                                   |                                   |                                   |                                   |                                   |                                   |                                   |                                   |                                   |                                   |                                   |                                   |                                   |                                   |                                   |                                   |                                   |
| 最終章                              | コイビト                          | 待田堂子                          | 島津裕行                          | 仁昌寺義人                        | 猪股雅美 諸石美雪                          | 合田浩章                          | 9月17日                           |                                   |                                   |                                   |                                   |                                   |                                   |                                   |                                   |                                   |                                   |                                   |                                   |                                   |                                   |                                   |                                   |                                   |
| 「七咲逢」編（第13話 - 第16話）     |                                   |                                   |                                   |                                   |                                            |                                   |                                   |                                   |                                   |                                   |                                   |                                   |                                   |                                   |                                   |                                   |                                   |                                   |                                   |                                   |                                   |                                   |                                   |                                   |
| 第一章                              | サイアク                          | 木村暢                            | 島津裕行 唐戸光博 平池芳正        | 唐戸光博                          | 竹上貴雄 高橋直樹                          | 杉本功                            | 9月24日                           |                                   |                                   |                                   |                                   |                                   |                                   |                                   |                                   |                                   |                                   |                                   |                                   |                                   |                                   |                                   |                                   |                                   |
| 第二章                              | トキメキ                          | 木村暢                            | 畑博之                            | 畑博之                            | 許宰銑 金祈南                              | 杉本功                            | 10月1日                           |                                   |                                   |                                   |                                   |                                   |                                   |                                   |                                   |                                   |                                   |                                   |                                   |                                   |                                   |                                   |                                   |                                   |
| 第三章                              | ヘンシン                          | 木村暢                            | 井出安軌                          | 関田修                            | 渡辺奈月 柴田志朗                          | 杉本功 柴田志朗                   | 10月8日                           |                                   |                                   |                                   |                                   |                                   |                                   |                                   |                                   |                                   |                                   |                                   |                                   |                                   |                                   |                                   |                                   |                                   |
| 最終章                              | コクハク                          | 木村暢                            | 島津裕行                          | 奥野耕太                          | 清水裕輔 立川聖治                          | 杉本功 合田浩章                   | 10月15日                          |                                   |                                   |                                   |                                   |                                   |                                   |                                   |                                   |                                   |                                   |                                   |                                   |                                   |                                   |                                   |                                   |                                   |
| 「桜井梨穂子」編（第17話 - 第20話） |                                   |                                   |                                   |                                   |                                            |                                   |                                   |                                   |                                   |                                   |                                   |                                   |                                   |                                   |                                   |                                   |                                   |                                   |                                   |                                   |                                   |                                   |                                   |                                   |
| 第一章                              | オモイデ                          | 待田堂子                          | 小林智樹                          | 小林智樹                          | 北島信幸 清水貴子                          | 杉本功 合田浩章                   | 10月22日                          |                                   |                                   |                                   |                                   |                                   |                                   |                                   |                                   |                                   |                                   |                                   |                                   |                                   |                                   |                                   |                                   |                                   |
| 第二章                              | テツダイ                          | 待田堂子                          | 木村隆一                          | 仁昌寺義人                        | 小関雅                                     | -                                 | 10月29日                          |                                   |                                   |                                   |                                   |                                   |                                   |                                   |                                   |                                   |                                   |                                   |                                   |                                   |                                   |                                   |                                   |                                   |
| 第三章                              | ヒキツギ                          | 待田堂子                          | 島津裕行                          | 関田修                            | 渡辺奈月 柴田志朗                          | 杉本功                            | 11月5日                           |                                   |                                   |                                   |                                   |                                   |                                   |                                   |                                   |                                   |                                   |                                   |                                   |                                   |                                   |                                   |                                   |                                   |
| 最終章                              | サヨナラ                          | 待田堂子                          | 篠原俊哉                          | 唐戸光博                          | 猪股雅美 諸石美雪 立川聖治 うめつゆきのり  | 合田浩章                          | 11月12日                          |                                   |                                   |                                   |                                   |                                   |                                   |                                   |                                   |                                   |                                   |                                   |                                   |                                   |                                   |                                   |                                   |                                   |
| 「絢辻詞」編（第21話 - 第24話）     |                                   |                                   |                                   |                                   |                                            |                                   |                                   |                                   |                                   |                                   |                                   |                                   |                                   |                                   |                                   |                                   |                                   |                                   |                                   |                                   |                                   |                                   |                                   |                                   |
| 第一章                              | ハッケン                          | 木村暢                            | 島津裕行                          | 高島大輔                          | 加藤里香 竹上貴雄 高橋直樹                 | 合田浩章                          | 11月19日                          |                                   |                                   |                                   |                                   |                                   |                                   |                                   |                                   |                                   |                                   |                                   |                                   |                                   |                                   |                                   |                                   |                                   |
| 第二章                              | ウラガワ                          | 木村暢                            | 村木一真                          | 奥野耕太                          | 許宰銑 三嶽理絵                            | 立川聖治 合田浩章                 | 11月26日                          |                                   |                                   |                                   |                                   |                                   |                                   |                                   |                                   |                                   |                                   |                                   |                                   |                                   |                                   |                                   |                                   |                                   |
| 第三章                              | プライド                          | 木村暢                            | 畑博之                            | 関田修                            | 渡辺奈月 柴田志朗                          | 合田浩章                          | 12月3日                           |                                   |                                   |                                   |                                   |                                   |                                   |                                   |                                   |                                   |                                   |                                   |                                   |                                   |                                   |                                   |                                   |                                   |
| 最終章                              | ヤクソク                          | 木村暢                            | 島津裕行                          | 仁昌寺義人                        | 清水裕輔 猪股雅美 立川聖治 諸石美雪        | 合田浩章                          | 12月10日                          |                                   |                                   |                                   |                                   |                                   |                                   |                                   |                                   |                                   |                                   |                                   |                                   |                                   |                                   |                                   |                                   |                                   |
| 「上崎裡沙」編（第25話）            |                                   |                                   |                                   |                                   |                                            |                                   |                                   |                                   |                                   |                                   |                                   |                                   |                                   |                                   |                                   |                                   |                                   |                                   |                                   |                                   |                                   |                                   |                                   |                                   |
| -                                   | シンジツ                          | 平池芳正                          | 島津裕行                          | 唐戸光博                          | 杉本功 北島信幸 立川聖治 猪股雅美 諸石美雪 | 合田浩章                          | 12月17日                          |                                   |                                   |                                   |                                   |                                   |                                   |                                   |                                   |                                   |                                   |                                   |                                   |                                   |                                   |                                   |                                   |                                   |
| 「橘美也」編（第26話）              |                                   |                                   |                                   |                                   |                                            |                                   |                                   |                                   |                                   |                                   |                                   |                                   |                                   |                                   |                                   |                                   |                                   |                                   |                                   |                                   |                                   |                                   |                                   |                                   |
| -                                   | イモウト                          | 木村暢                            | 島津裕行                          | 高島大輔 平池芳正                 | 合田浩章 立川聖治 猪股雅美                 | -                                 | 12月24日                          |                                   |                                   |                                   |                                   |                                   |                                   |                                   |                                   |                                   |                                   |                                   |                                   |                                   |                                   |                                   |                                   |                                   |

| 章                                  | サブタイトル                  | 脚本                          | 絵コンテ                      | 演出                          | 作画監督                      | 総作画監督                    | 初放送日                      |                               |                               |                               |                               |                               |                               |                               |                               |                               |                               |                               |                               |                               |                               |                               |                               |                               |
| 「絢辻詞」編（第1話 - 第2話）       | 「絢辻詞」編（第1話 - 第2話） | 「絢辻詞」編（第1話 - 第2話） | 「絢辻詞」編（第1話 - 第2話） | 「絢辻詞」編（第1話 - 第2話） | 「絢辻詞」編（第1話 - 第2話） | 「絢辻詞」編（第1話 - 第2話） | 「絢辻詞」編（第1話 - 第2話） | 「絢辻詞」編（第1話 - 第2話） | 「絢辻詞」編（第1話 - 第2話） | 「絢辻詞」編（第1話 - 第2話） | 「絢辻詞」編（第1話 - 第2話） | 「絢辻詞」編（第1話 - 第2話） | 「絢辻詞」編（第1話 - 第2話） | 「絢辻詞」編（第1話 - 第2話） | 「絢辻詞」編（第1話 - 第2話） | 「絢辻詞」編（第1話 - 第2話） | 「絢辻詞」編（第1話 - 第2話） | 「絢辻詞」編（第1話 - 第2話） | 「絢辻詞」編（第1話 - 第2話） | 「絢辻詞」編（第1話 - 第2話） | 「絢辻詞」編（第1話 - 第2話） | 「絢辻詞」編（第1話 - 第2話） | 「絢辻詞」編（第1話 - 第2話） | 「絢辻詞」編（第1話 - 第2話） |
| ----------------------------------- | ----------------------------- | ----------------------------- | ----------------------------- | ----------------------------- | ----------------------------- | ----------------------------- | ----------------------------- | ----------------------------- | ----------------------------- | ----------------------------- | ----------------------------- | ----------------------------- | ----------------------------- | ----------------------------- | ----------------------------- | ----------------------------- | ----------------------------- | ----------------------------- | ----------------------------- | ----------------------------- | ----------------------------- | ----------------------------- | ----------------------------- | ----------------------------- |
| 前編                                | ユウワク                      | 木村暢                        | 島津裕行                      | 高島大輔                      | 立川聖治                      | 猪股雅美                      | 2012年 1月6日                 |                               |                               |                               |                               |                               |                               |                               |                               |                               |                               |                               |                               |                               |                               |                               |                               |                               |
| 後編                                | ケッセン                      | 木村暢                        | 島津裕行                      | 仁昌寺義人                    | 北村友幸 小泉初栄             | 猪股雅美                      | 1月13日                       |                               |                               |                               |                               |                               |                               |                               |                               |                               |                               |                               |                               |                               |                               |                               |                               |                               |
| 「桜井梨穂子」編（第3話 - 第4話）   |                               |                               |                               |                               |                               |                               |                               |                               |                               |                               |                               |                               |                               |                               |                               |                               |                               |                               |                               |                               |                               |                               |                               |                               |
| 前編                                | ユウグレ                      | 待田堂子                      | 小林智樹                      | 守田芸成                      | 明珍宇作                      | 猪股雅美                      | 1月20日                       |                               |                               |                               |                               |                               |                               |                               |                               |                               |                               |                               |                               |                               |                               |                               |                               |                               |
| 後編                                | フウリン                      | 待田堂子                      | 別所誠人                      | 荒井省吾                      | 池田広明 新井伸浩             | 猪股雅美                      | 1月27日                       |                               |                               |                               |                               |                               |                               |                               |                               |                               |                               |                               |                               |                               |                               |                               |                               |                               |
| 「七咲逢」編（第5話 - 第6話）       |                               |                               |                               |                               |                               |                               |                               |                               |                               |                               |                               |                               |                               |                               |                               |                               |                               |                               |                               |                               |                               |                               |                               |                               |
| 前編                                | ツヨガリ                      | 木村暢                        | 島津裕行                      | 阿宮正和                      | 荒尾英幸                      | 立川聖治                      | 2月3日                        |                               |                               |                               |                               |                               |                               |                               |                               |                               |                               |                               |                               |                               |                               |                               |                               |                               |
| 後編                                | トウソウ                      | 木村暢                        | 仁昌寺義人                    | 仁昌寺義人                    | 可児里未 小暮昌広             | 立川聖治                      | 2月10日                       |                               |                               |                               |                               |                               |                               |                               |                               |                               |                               |                               |                               |                               |                               |                               |                               |                               |
| 「棚町薫」編（第7話 - 第8話）       |                               |                               |                               |                               |                               |                               |                               |                               |                               |                               |                               |                               |                               |                               |                               |                               |                               |                               |                               |                               |                               |                               |                               |                               |
| 前編                                | スケッチ                      | 待田堂子                      | イシグロキョウヘイ            | イシグロキョウヘイ            | 菅井翔 水上ろんど             | 猪股雅美                      | 2月17日                       |                               |                               |                               |                               |                               |                               |                               |                               |                               |                               |                               |                               |                               |                               |                               |                               |                               |
| 後編                                | ミチヅレ                      | 待田堂子                      | 別所誠人                      | 高島大輔                      | 加藤里香 片岡育 森前和也      | 猪股雅美                      | 2月24日                       |                               |                               |                               |                               |                               |                               |                               |                               |                               |                               |                               |                               |                               |                               |                               |                               |                               |
| 「中多紗江」編（第9話 - 第10話）    |                               |                               |                               |                               |                               |                               |                               |                               |                               |                               |                               |                               |                               |                               |                               |                               |                               |                               |                               |                               |                               |                               |                               |                               |
| 前編                                | ウタガイ                      | 待田堂子                      | 島津裕行                      | 守田芸成                      | 明珍宇作 辻智子               | 立川聖治                      | 3月2日                        |                               |                               |                               |                               |                               |                               |                               |                               |                               |                               |                               |                               |                               |                               |                               |                               |                               |
| 後編                                | オネガイ                      | 待田堂子                      | 島津裕行                      | 荒井省吾                      | 可児里未 池田広明             | 立川聖治                      | 3月9日                        |                               |                               |                               |                               |                               |                               |                               |                               |                               |                               |                               |                               |                               |                               |                               |                               |                               |
| 「森島はるか」編（第11話 - 第12話） |                               |                               |                               |                               |                               |                               |                               |                               |                               |                               |                               |                               |                               |                               |                               |                               |                               |                               |                               |                               |                               |                               |                               |                               |
| 前編                                | セクシー                      | 木村暢                        | 今泉賢一                      | 今泉賢一                      | 小泉初栄 今泉賢一             | 猪股雅美                      | 3月16日                       |                               |                               |                               |                               |                               |                               |                               |                               |                               |                               |                               |                               |                               |                               |                               |                               |                               |
| 後編                                | タビダチ                      | 木村暢                        | 小林智樹                      | 小林智樹                      | 新井伸浩                      | 猪股雅美                      | 3月23日                       |                               |                               |                               |                               |                               |                               |                               |                               |                               |                               |                               |                               |                               |                               |                               |                               |                               |
| 「橘美也」編（第13話）              |                               |                               |                               |                               |                               |                               |                               |                               |                               |                               |                               |                               |                               |                               |                               |                               |                               |                               |                               |                               |                               |                               |                               |                               |
| -                                   | オンセン                      | 木村暢                        | 島津裕行                      | 仁昌寺義人                    | 山野雅明                      | 立川聖治                      | 3月30日                       |                               |                               |                               |                               |                               |                               |                               |                               |                               |                               |                               |                               |                               |                               |                               |                               |                               |

### 放送局
| 放送期間                      | 放送時間                     | 放送局       | 対象地域   | 備考       |
| ----------------------------- | ---------------------------- | ------------ | ---------- | ---------- |
| 2010年7月2日 - 12月24日       | 金曜 1:25 - 1:55（木曜深夜） | TBSテレビ    | 関東広域圏 | 製作参加   |
| 2010年7月9日 - 2011年1月7日   | 金曜 2:00 - 2:30（木曜深夜） | 中部日本放送 | 中京広域圏 |            |
| 2010年7月15日 - 9月30日       | 金曜 1:50 - 2:20（木曜深夜） | 毎日放送     | 近畿広域圏 | 第12話まで |
| 2010年10月8日 - 2011年1月7日  | 金曜 1:55 - 2:25（木曜深夜） | 毎日放送     | 近畿広域圏 | 第13話以降 |
| 2010年7月25日 - 2011年1月16日 | 日曜 0:30 - 1:00（土曜深夜） | BS-TBS       | 日本全域   |            |

| 放送期間                | 放送時間                     | 放送局       | 対象地域   | 備考     |
| ----------------------- | ---------------------------- | ------------ | ---------- | -------- |
| 2012年1月6日 - 3月30日  | 金曜 1:55 - 2:25（木曜深夜） | TBSテレビ    | 関東広域圏 | 製作参加 |
| 2012年1月16日 - 4月9日  | 月曜 0:30 - 1:00（日曜深夜） | サンテレビ   | 兵庫県     |          |
| 2012年1月20日 - 4月13日 | 金曜 2:30 - 3:00（木曜深夜） | 中部日本放送 | 中京広域圏 |          |
| 2012年2月5日 - 4月29日  | 日曜 1:30 - 2:00（土曜深夜） | BS-TBS       | 日本全域   |          |

### 関連商品

#### CD
販売元は全てポニーキャニオン。
オープニングテーマ
| タイトル          | 歌    | 商品コード | 発売日         |
| 第1期             | 第1期 | 第1期      | 第1期          |
| ----------------- | ----- | ---------- | -------------- |
| 「i Love」        | azusa | PCCG-01100 | 2010年7月21日  |
| 「君のままで」    | azusa | PCCG-01112 | 2010年10月20日 |
| 第2期             |       |            |                |
| 「Check my soul」 | azusa | PCCG-01229 | 2012年2月1日   |
エンディングテーマ
第1期分においては、いずれもカップリングとなるキャラクターソング各1曲が同時収録されており、七咲逢編と桜井梨穂子編では、それぞれ挿入歌として使用された。また、メインヒロイン6人分は、通常盤と特別盤の2種類の仕様にて発売。特別盤は2枚組で、下記サウンドトラック未収録分を中心とした劇中BGM各2曲と、ヒロインのモノローグもさらに収録されている。

| タイトル               | 歌                         | 商品コード【通常盤】 | 商品コード【特別盤】 | 発売日         |
| 第1期                  | 第1期                      | 第1期                | 第1期                | 第1期          |
| ---------------------- | -------------------------- | -------------------- | -------------------- | -------------- |
| 「キミの瞳に恋してる」 | 森島はるか（cv：伊藤静）   | PCCG-70091           | PCCG-01091           | 2010年7月21日  |
| 「きっと明日は…」      | 棚町薫（cv：佐藤利奈）     | PCCG-70092           | PCCG-01092           | 2010年8月18日  |
| 「あなたしか見えない」 | 中多紗江（cv：今野宏美）   | PCCG-70093           | PCCG-01093           | 2010年9月15日  |
| 「恋はみずいろ」       | 七咲逢（cv：ゆかな）       | PCCG-70094           | PCCG-01094           | 2010年10月20日 |
| 「恋はあせらず」       | 桜井梨穂子（cv：新谷良子） | PCCG-70095           | PCCG-01095           | 2010年11月17日 |
| 「嘆きの天使」         | 絢辻詞（cv：名塚佳織）     | PCCG-70096           | PCCG-01096           | 2010年12月15日 |
| 「恋のゆくえ」         | 上崎裡沙（cv：門脇舞以）   | PCCG-01138           | -                    | 2011年1月19日  |
| 「素敵なある日」       | 橘美也（cv：阿澄佳奈）     | PCCG-01139           | -                    | 2011年1月19日  |
| 第2期                  |                            |                      |                      |                |
| 「告白」               | azusa                      | PCCG-01230           | PCCG-01230           | 2012年2月8日   |
アルバム
『always』は2枚組で、DISC.01がキャラクターソング集、DISC.02が新規BGMによるサウンドトラックという構成。こちらのキャラクターソングは、全てazusaが作詞を担当した。ケース内には差し替え用ジャケットにもなる、各ヒロインごとの歌詞カードが同梱されている。
なお、第2期における劇中BGMは、新規作曲分を交えつつ、第1期のものが引き続き使用されている。
| タイトル                                                     | 商品コード | 発売日         | 収録曲内訳 |
| 第1期                                                        | 第1期      | 第1期          | 第1期 |
| ------------------------------------------------------------ | ---------- | -------------- | --- |
| TVアニメ「アマガミSS」 オリジナルサウンドトラック            | PCCG-01115 | 2010年12月1日  | 全33曲：上記エンディングテーマCD特別盤収録分の各BGMは未収録 |
| TVアニメ「アマガミSS」 キャラクターイメージソングス For You… | PCCG-01137 | 2010年12月15日 | 全8曲：合唱歌を含む、メインヒロイン6人と橘美也それぞれのキャラクターソング集 |
| ENDING THEME COLLECTION                                      | PCCG-01213 | 2011年12月21日 | 全16曲：既発売である、上記エンディングテーマおよびカップリング各2曲の全員分を1枚にまとめたもの |
| 第2期                                                        |            |                | |
| always vol.01                                                | PCCG-01237 | 2012年2月22日  | キャラクターソング3曲（絢辻詞、桜井梨穂子、七咲逢）、サウンドトラック7曲 |
| always vol.02                                                | PCCG-01238 | 2012年3月7日   | キャラクターソング4曲（棚町薫、中多紗江、森島はるか、橘美也）、サウンドトラック7曲 |
| その他                                                       |            |                | |
| アマガミSS COMPLETE ALBUM                                    | PCCG-01559 | 2016年12月21日 | 「アマガミSS」と「アマガミSS+ plus」の関連楽曲を全て集めた6枚組コンプリートベストアルバム。 きゃにめ.jp限定盤には「アマガミSS」各EDテーマのTVサイズバージョンを収録した外付け特典ディスクが付属する[25]。 |

#### Blu-ray / DVD
販売元はポニーキャニオン。各巻2話収録。第1期分のBDは初回限定生産。
第2期分には、3〜4分程の新作映像特典として「エクストラ・エピソード+ plus」が収録。また、放送時の提供クレジットに用いられた各イラストが映像収録とは別に、それぞれ個別のイラストカードとして同梱されている。
| 巻数          | 収録編              | 区分                | 商品コード【BD】 | 商品コード【DVD】 | 発売日         |
| ------------- | ------------------- | ------------------- | ---------------- | ----------------- | -------------- |
| アマガミSS 1  | 森島はるか編        | 上巻                | PCXE-50061       | PCBE-53711        | 2010年10月20日 |
| アマガミSS 2  | 森島はるか編        | 下巻                | PCXE-50062       | PCBE-53712        | 2010年11月17日 |
| アマガミSS 3  | 棚町薫編            | 上巻                | PCXE-50063       | PCBE-53713        | 2010年11月17日 |
| アマガミSS 4  | 棚町薫編            | 下巻                | PCXE-50064       | PCBE-53714        | 2010年12月15日 |
| アマガミSS 5  | 中多紗江編          | 上巻                | PCXE-50065       | PCBE-53715        | 2010年12月15日 |
| アマガミSS 6  | 中多紗江編          | 下巻                | PCXE-50066       | PCBE-53716        | 2011年1月19日  |
| アマガミSS 7  | 七咲逢編            | 上巻                | PCXE-50067       | PCBE-53717        | 2011年1月19日  |
| アマガミSS 8  | 七咲逢編            | 下巻                | PCXE-50068       | PCBE-53718        | 2011年2月16日  |
| アマガミSS 9  | 桜井梨穂子編        | 上巻                | PCXE-50069       | PCBE-53719        | 2011年2月16日  |
| アマガミSS 10 | 桜井梨穂子編        | 下巻                | PCXE-50070       | PCBE-53720        | 2011年3月16日  |
| アマガミSS 11 | 絢辻詞編            | 上巻                | PCXE-50071       | PCBE-53721        | 2011年3月16日  |
| アマガミSS 12 | 絢辻詞編            | 下巻                | PCXE-50072       | PCBE-53722        | 2011年4月29日  |
| アマガミSS 13 | 上崎裡沙編&橘美也編 | 上崎裡沙編&橘美也編 | PCXE-50073       | PCBE-53723        | 2011年4月29日  |

| 巻数               | 収録編       | 区分         | 商品コード【BD】 | 商品コード【DVD】 | 発売日        |
| ------------------ | ------------ | ------------ | ---------------- | ----------------- | ------------- |
| アマガミSS+ plus 1 | 絢辻詞編     | 絢辻詞編     | PCXE-50161       | PCBE-54031        | 2012年4月4日  |
| アマガミSS+ plus 2 | 桜井梨穂子編 | 桜井梨穂子編 | PCXE-50162       | PCBE-54032        | 2012年5月2日  |
| アマガミSS+ plus 3 | 七咲逢編     | 七咲逢編     | PCXE-50163       | PCBE-54033        | 2012年6月6日  |
| アマガミSS+ plus 4 | 棚町薫編     | 棚町薫編     | PCXE-50164       | PCBE-54034        | 2012年7月4日  |
| アマガミSS+ plus 5 | 中多紗江編   | 中多紗江編   | PCXE-50165       | PCBE-54035        | 2012年8月1日  |
| アマガミSS+ plus 6 | 森島はるか編 | 森島はるか編 | PCXE-50166       | PCBE-54036        | 2012年9月5日  |
| アマガミSS+ plus 7 | 橘美也編     | 橘美也編     | PCXE-50167       | PCBE-54037        | 2012年10月3日 |

新作ショートアニメーション集DVD
『アマガミSS』の第1巻から第6巻までと、第7巻から第12巻までの、それぞれの全巻購入者特典として、2点のDVDが製作された。前者が『はるか、薫、紗江サイド』、後者が『逢、梨穂子、詞サイド』と銘打たれており、入手は各ディスクケース封入の応募券による期間限定品。
主に本放送で用いられなかった原作エピソードを基にした内容で、各ヒロイン1人あたりの収録時間は5分前後。なお、単品のBDは用意されていないが、後に発売されたBlu-ray BOXの映像特典として収録されている。
| 収録話                                 | 脚本                                   | 絵コンテ                               | 演出                                   | 作画監督                               | 総作画監督                             | 応募締切日                             | 発送開始日                             |                                        |                                        |                                        |                                        |                                        |                                        |                                        |                                        |                                        |                                        |                                        |                                        |                                        |                                        |                                        |                                        |                                        |
| 特典ディスク『はるか、薫、紗江サイド』 | 特典ディスク『はるか、薫、紗江サイド』 | 特典ディスク『はるか、薫、紗江サイド』 | 特典ディスク『はるか、薫、紗江サイド』 | 特典ディスク『はるか、薫、紗江サイド』 | 特典ディスク『はるか、薫、紗江サイド』 | 特典ディスク『はるか、薫、紗江サイド』 | 特典ディスク『はるか、薫、紗江サイド』 | 特典ディスク『はるか、薫、紗江サイド』 | 特典ディスク『はるか、薫、紗江サイド』 | 特典ディスク『はるか、薫、紗江サイド』 | 特典ディスク『はるか、薫、紗江サイド』 | 特典ディスク『はるか、薫、紗江サイド』 | 特典ディスク『はるか、薫、紗江サイド』 | 特典ディスク『はるか、薫、紗江サイド』 | 特典ディスク『はるか、薫、紗江サイド』 | 特典ディスク『はるか、薫、紗江サイド』 | 特典ディスク『はるか、薫、紗江サイド』 | 特典ディスク『はるか、薫、紗江サイド』 | 特典ディスク『はるか、薫、紗江サイド』 | 特典ディスク『はるか、薫、紗江サイド』 | 特典ディスク『はるか、薫、紗江サイド』 | 特典ディスク『はるか、薫、紗江サイド』 | 特典ディスク『はるか、薫、紗江サイド』 | 特典ディスク『はるか、薫、紗江サイド』 |
| -------------------------------------- | -------------------------------------- | -------------------------------------- | -------------------------------------- | -------------------------------------- | -------------------------------------- | -------------------------------------- | -------------------------------------- | -------------------------------------- | -------------------------------------- | -------------------------------------- | -------------------------------------- | -------------------------------------- | -------------------------------------- | -------------------------------------- | -------------------------------------- | -------------------------------------- | -------------------------------------- | -------------------------------------- | -------------------------------------- | -------------------------------------- | -------------------------------------- | -------------------------------------- | -------------------------------------- | -------------------------------------- |
| 森島はるか編                           | 平池芳正                               | 平池芳正                               | 唐戸光博                               | 立川聖治                               | 合田浩章                               | 2011年 4月30日                         | 2011年 6月11日                         |                                        |                                        |                                        |                                        |                                        |                                        |                                        |                                        |                                        |                                        |                                        |                                        |                                        |                                        |                                        |                                        |                                        |
| 棚町薫編                               | 待田堂子                               | 島津裕行                               | 唐戸光博                               | 立川聖治                               | 合田浩章                               | 2011年 4月30日                         | 2011年 6月11日                         |                                        |                                        |                                        |                                        |                                        |                                        |                                        |                                        |                                        |                                        |                                        |                                        |                                        |                                        |                                        |                                        |                                        |
| 中多紗江編                             | 待田堂子                               | 島津裕行                               | 高島大輔                               | 立川聖治                               | 合田浩章                               | 2011年 4月30日                         | 2011年 6月11日                         |                                        |                                        |                                        |                                        |                                        |                                        |                                        |                                        |                                        |                                        |                                        |                                        |                                        |                                        |                                        |                                        |                                        |
| 特典ディスク『逢、梨穂子、詞サイド』   |                                        |                                        |                                        |                                        |                                        |                                        |                                        |                                        |                                        |                                        |                                        |                                        |                                        |                                        |                                        |                                        |                                        |                                        |                                        |                                        |                                        |                                        |                                        |                                        |
| 七咲逢編                               | 木村暢                                 | 唐戸光博                               | 唐戸光博                               | 立川聖治                               | 合田浩章                               | 6月30日                                | 8月5日                                 |                                        |                                        |                                        |                                        |                                        |                                        |                                        |                                        |                                        |                                        |                                        |                                        |                                        |                                        |                                        |                                        |                                        |
| 桜井梨穂子編                           | 待田堂子                               | 山口暁生                               | 山口暁生                               | 合田浩章                               | -                                      | 6月30日                                | 8月5日                                 |                                        |                                        |                                        |                                        |                                        |                                        |                                        |                                        |                                        |                                        |                                        |                                        |                                        |                                        |                                        |                                        |                                        |
| 絢辻詞編                               | 木村暢                                 | 高島大輔                               | 高島大輔                               | 立川聖治                               | 合田浩章                               | 6月30日                                | 8月5日                                 |                                        |                                        |                                        |                                        |                                        |                                        |                                        |                                        |                                        |                                        |                                        |                                        |                                        |                                        |                                        |                                        |                                        |

エクストラ・エピソード+ plus
『アマガミSS+ plus』各巻収録のショートエピソード。第7巻では、ピクチャードラマ『〜バレンタイン・フォー・ユー〜』を収録。
| 巻数 | 編           | 脚本   | 絵コンテ | 演出       | 作画監督 | 総作画監督 |
| ---- | ------------ | ------ | -------- | ---------- | -------- | ---------- |
| 1    | 絢辻詞編     | 木村暢 | 島津裕行 | 高島大輔   | 諸石美雪 | 立川聖治   |
| 2    | 桜井梨穂子編 | 木村暢 | 小林智樹 | 小林智樹   | 諸石美雪 | 猪股雅美   |
| 3    | 七咲逢編     | 木村暢 | 島津裕行 | 仁昌寺義人 | 立川聖治 | -          |
| 4    | 棚町薫編     | 木村暢 | 小林智樹 | 小林智樹   | 諸石美雪 | 猪股雅美   |
| 5    | 中多紗江編   | 木村暢 | 島津裕行 | 小林智樹   | 山野雅明 | 猪股雅美   |
| 6    | 森島はるか編 | 木村暢 | 小林智樹 | 小林智樹   | 猪股雅美 | -          |

Blu-ray BOX
『アマガミSS Blu-ray BOX ‟クリスマスパック”』、『アマガミSS Blu-ray BOX ‟バレンタインパック”』の2種が、2013年12月と翌1月に順次発売された。上述のTV番組2作の単品BDの映像に加え、『アマガミSS』購入者応募特典ショートアニメDVDを含む映像特典類も収録している。
後年となる2016年12月21日には、第1期・第2期の各エピソードを6人のヒロインごとに巻を分けて同時収録した『アマガミSS Blu-ray ソロ・コレクション』が発売された。本作のジャケットはキャラクターデザインの合田浩章による新規書き下ろし。また、過去のソフト化の際に収録された各キャラクターの「エクストラ・エピソード」や「オーディオコメンタリー」も収録。

#### 書籍
アマガミSS ビジュアルファンブック
エンターブレイン刊、ISBN 978-4-04-727361-0、2011年6月10日発売。
分冊形式となっており、ヒロインブック6冊とエクストラブックの、計7冊がブックケースに収納されている。
エクストラブックを除く各表紙は、キャラクターデザイン担当・合田浩章の描き下ろしによるヒロインイラスト。ブックケース分はその集合。
『ヒロインブック』：ストーリーダイジェスト / キャラ設定 / エンディング絵コンテ / キャストコメント / ヒロインピンナップ（表紙と同一イラスト）
『エクストラブック』：版権イラスト集 / 上記、上崎裡沙編&橘美也編分紹介 / 主人公およびサブキャラ設定 / 美術設定 / 前後期 各オープニング絵コンテ/ スタッフインタビュー
アマガミSS+ plus ビジュアルファンブック
エンターブレイン刊、ISBN 978-4-04-728791-4、2013年3月29日発売。
ブックケース表側が窓状にくり抜かれており、同梱された複数のイラストカードの中から好きな1枚を表紙の一部として変更・装飾できる仕様となっている。カードはヒロイン6人を組合わせたデフォルト分が1枚、各ヒロインと美也それぞれ単独のものが7枚、の計8枚分用意されており、イラストはキャラクターデザイン担当・合田浩章による描き下ろし。
版権イラスト集 / ストーリーダイジェスト / オープニングおよびエンディング絵コンテ / キャラクター紹介 / キャストコメント / 主題歌担当歌手コメント / スタッフインタビューおよびコメント / 設定資料 / グッズリスト

#### 食品

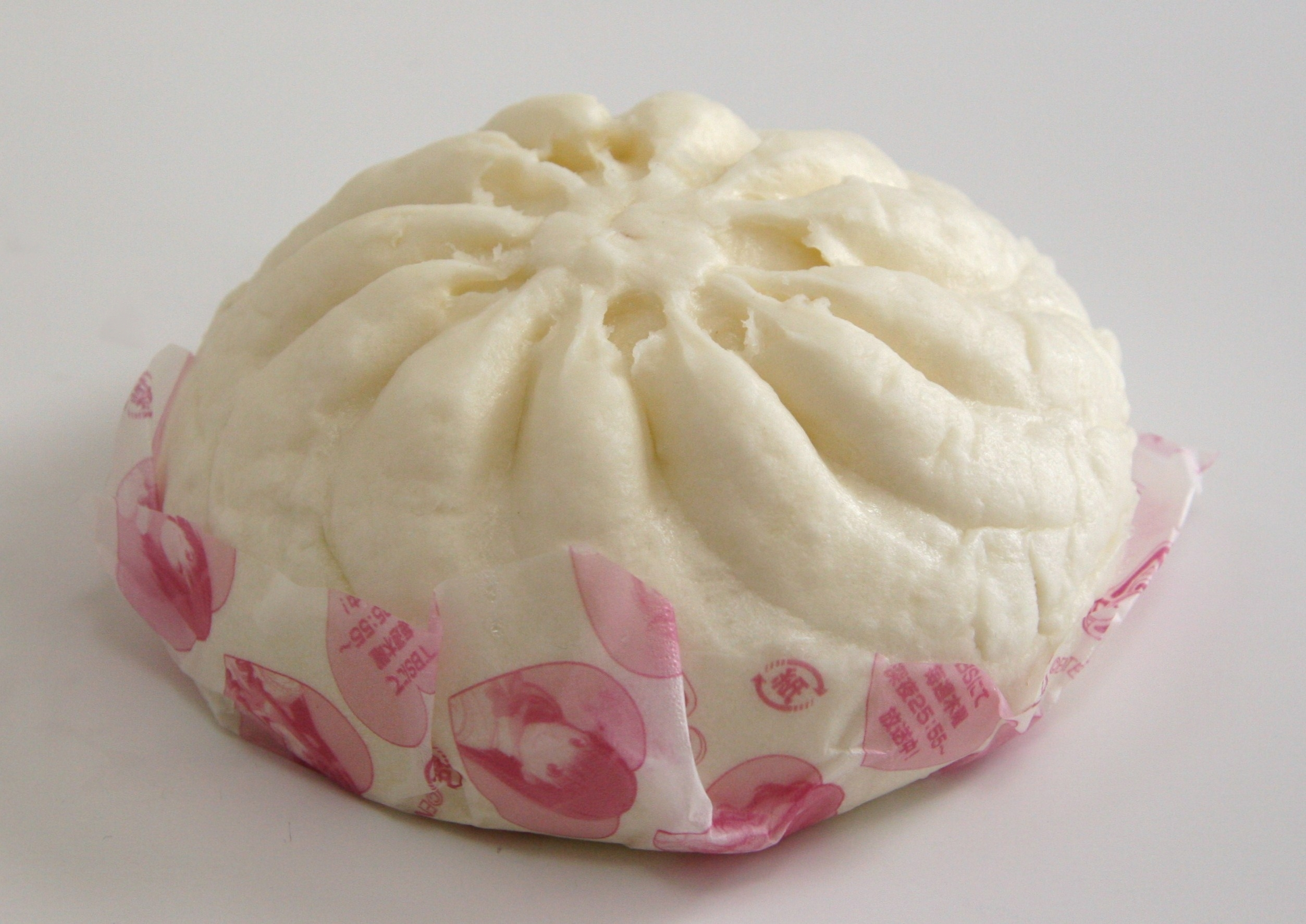
アマガミSS+ plus まんま肉まん
作中に登場する「まんま肉まん」をイメージしたタイアップ商品。第2期放送開始直後の2012年1月10日から同月30日まで関東・甲信越地方のローソンにて期間限定で販売された。同店で通常販売されている標準の肉まんに比べて甘めの味付けで、大きさは1.6倍。敷き紙も、それぞれハートマークに囲まれたメインヒロイン6人の顔イラストが印刷された専用仕様。店頭表示カロリー値は325kcal。